# Eugen von Savoyen

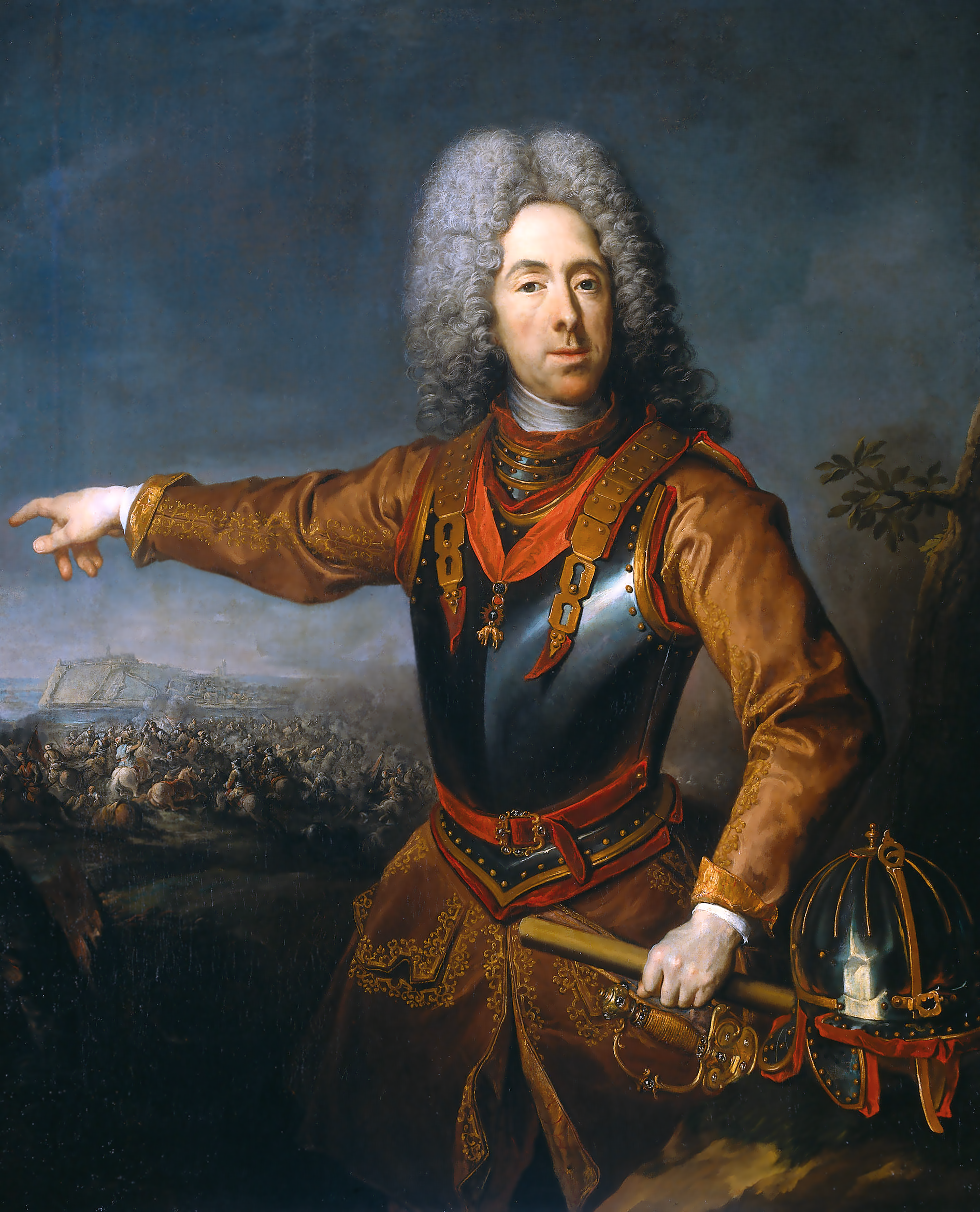
Jacob van Schuppen: Prinz Eugen von Savoyen, Öl auf Leinwand, 1718. Das Bild hängt als Dauerleihgabe des Rijksmuseum Amsterdam im Wiener Belvedere.

Eugen Franz, Prinz von Savoyen-Carignan (französisch François-Eugène de Savoie-Carignan, italienisch Eugenio di Savoia-Carignano) (* 18. Oktober 1663 in Paris; † 21. April 1736 in Wien) – bekannt geworden unter dem Namen Prinz Eugen – war einer der bedeutendsten Feldherren der Habsburgermonarchie, deren Stellung als Großmacht er wesentlich ausbaute. Er war ab 1697 Oberbefehlshaber im Großen Türkenkrieg. Neben John Churchill, 1. Duke of Marlborough, war er während des Spanischen Erbfolgekrieges (1701–1714) Oberkommandierender der antifranzösischen Haager Großen Allianz. Im Venezianisch-Österreichischen Türkenkrieg (1714–1718) sicherte er die österreichische Vorherrschaft in Südosteuropa. Daneben war er lange Präsident des Hofkriegsrats sowie als Diplomat tätig und übte weitere hohe Staatsämter aus.
Prinz Eugen war als Bauherr und Kunstsammler einer der bedeutendsten Mäzene seiner Zeit.

## Herkunft
Eugen stammte aus dem Haus Savoyen-Carignan, einer in Frankreich ansässigen Nebenlinie des in Italien souverän herrschenden Hauses Savoyen. Der Titel eines Fürsten von Carignan wurde 1620 von dem savoyischen Herzog Karl Emanuel I. für seinen jüngsten Sohn Thomas Franz geschaffen, Eugens Großvater. Thomas Franz heiratete 1625 die französische Prinzessin Marie de Bourbon aus dem Haus Bourbon-Condé, einer Nebenlinie des herrschenden französischen Königshauses der Bourbonen. Nach dem Tod ihres Bruders 1641 erbte sie die französische Grafschaft Soissons, wurde Comtesse de Soissons aus eigenem Recht und Pair de France, ihr Ehemann führte den Titel eines Grafen von Soissons. Nach seinem Tod 1656 wurde Eugens Vater Eugen Moritz (1633–1673) Graf von Soissons; als Angehöriger einer Nebenlinie des Königshauses trug er zudem den am französischen Königshof hochangesehenen Titel eines Prinzen von Geblüt.:1
Fürst von Carignan wurde nach dem Tod von Thomas Franz 1656 sein ältester Sohn Emmanuel Philibert (1628–1709). Die Könige von Sardinien und die Könige von Italien stammen von ihm ab.

Eugens Vater Eugen Moritz heiratete 1657 Olympia Mancini (1639–1708), die Nichte des mächtigen Kardinals Jules Mazarin (1602–1661). Aus der Ehe gingen fünf Söhne und drei Töchter hervor: 

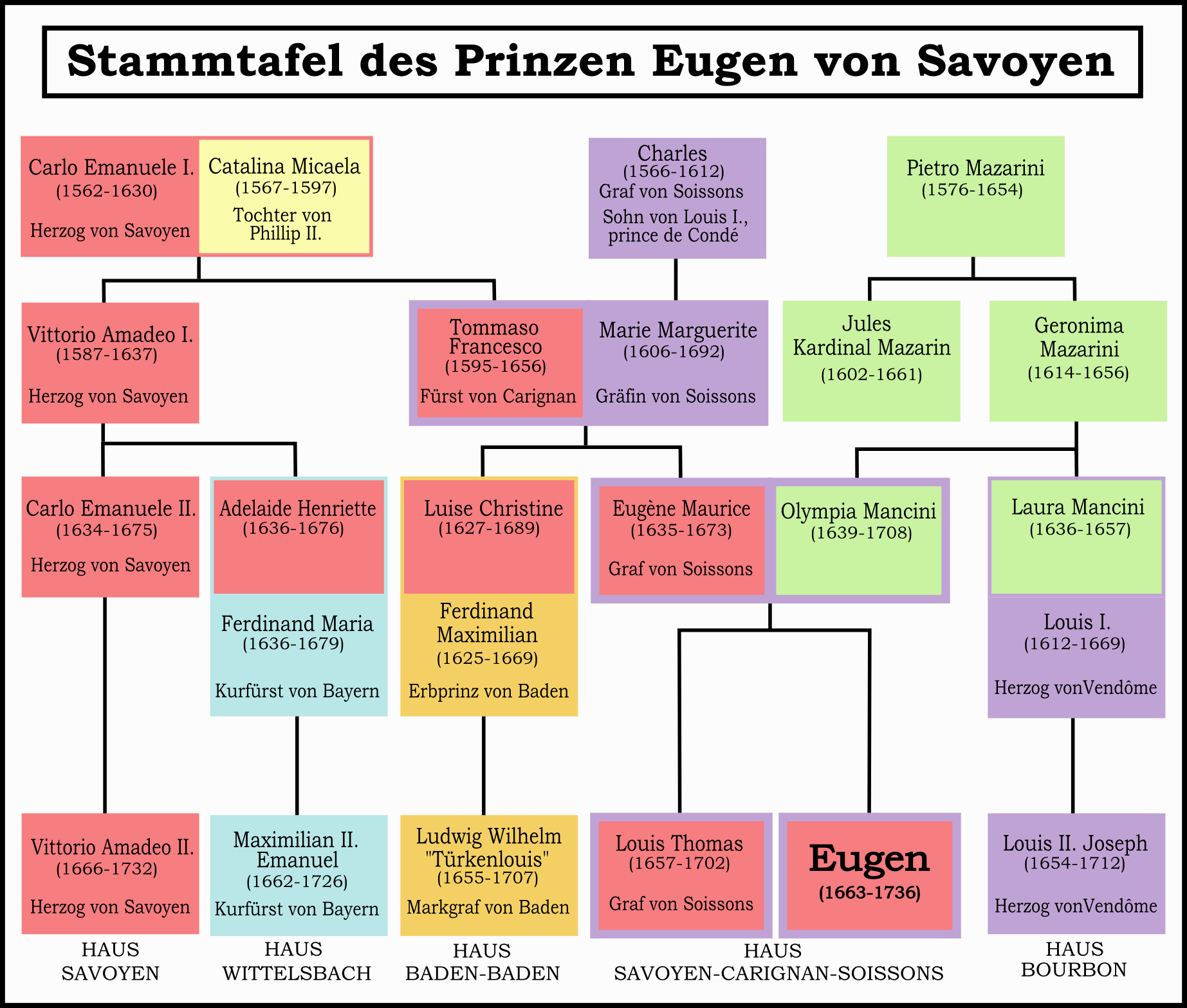
Graphische Darstellung von Eugens Verwandtschaftsverhältnissen.

- Louis Thomas (1657–1702), Graf von Soissons
- Philippe (1659–1693), Abt
- Louis-Jules (1660–1683), Chevalier de Savoie
- Emanuel-Philibert (1662–1676), Graf von Dreux
- Eugen Franz (1663–1736), Prinz von Savoyen-Carignan
- Marie-Jeanne (1665–1705), Mademoiselle de Soissons
- Louise-Philiberte (1667–1726), Mademoiselle de Carignan
- Françoise (1668–1671).[3]:3,10,125

Der Titel eines Grafen von Soissons ging nach dem Tod von Eugens Vaters auf den ältesten Sohn Louis-Thomas über.
Eugen gehörte dem europäischen Hochadel an. Seine Familie besaß Verbindungen zu den spanischen und österreichischen Habsburgern genauso wie zu den französischen Bourbonen und den deutschen Häusern Wittelsbach und Baden-Baden. Eugen selbst war mit führenden Häuptern der europäischen Politik verwandt, so mit Herzog Viktor Amadeus II. von Savoyen, der kurzzeitig König von Sizilien und danach von Sardinien war, mit Maximilian II. Emanuel, dem Kurfürsten von Bayern, und mit Ludwig Wilhelm, dem Markgrafen von Baden-Baden, der wegen seiner militärischen Erfolge im Großen Türkenkrieg auch „Türkenlouis“ genannt wurde. Auch mit Louis II. de Bourbon-Condé und Louis-Joseph de Vendôme war Eugen verwandt.

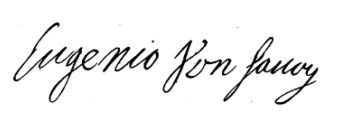
Eugens dreisprachige Unterschrift.

Viele von Eugens Familienmitgliedern schlugen eine militärische Karriere in verschiedenen europäischen Heeren ein. Sein Großvater hatte Spanien und Frankreich gedient, sein Vater diente im französischen Heer. Eugen konnte diesem Karriereweg nicht folgen, da die Familie inzwischen in Ungnade gefallen war. Er musste sein Glück deshalb wie seine Brüder Louis-Jules und Emanuel-Philibert außerhalb Frankreichs suchen. Bei der Wahl seiner Dienstherren achtete er nicht darauf, in welchem Land er Dienst tun wollte, was für den europäischen Adel der Frühen Neuzeit nicht ungewöhnlich war.
Eugen vertrat zeit seines Lebens treu die Interessen seiner österreichischen Dienstherren, war aber dennoch stolz auf seine franko-italienische Herkunft, wie seine Unterschrift erkennen lässt: Sie bestand aus dem italienischen Eugenio, dem deutschen von und dem französischen Savoy oder Savoye.

## Wappen

Wappen des Prinzen Eugen

Da Eugen aus der Nebenlinie Savoyen-Carignan stammte, trug er deren Wappen, unter anderem in der hier gezeigten Form. Daneben existierte noch eine Variante, die als heraldisch linke Schildhälfte das Wappen der spanischen Habsburger zeigte. Vom Wappen der Hauptlinie Savoyens unterschied sich Eugens Wappen durch den Herzschild, der heraldisch links neben dem Wappen von Savoyen (silbernes Kreuz auf Rot) auch das Soissons-Wappen (drei goldene Lilien auf Blau mit rotem Schrägbalken) zeigt.

## Leben

### Jugendjahre in Paris (1663–1683)

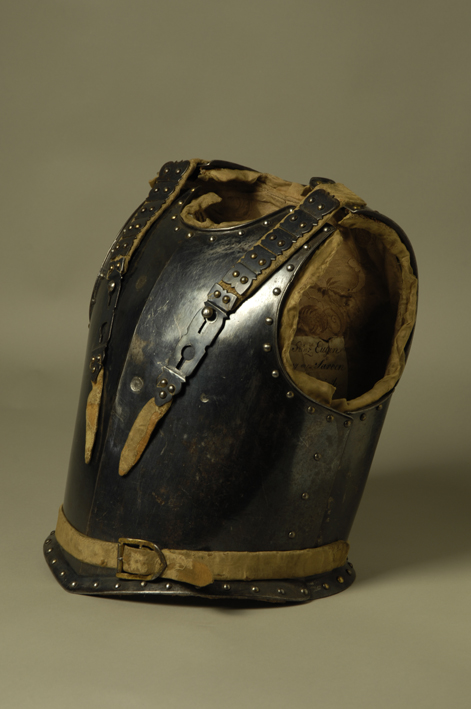
Kürass des Prinzen Eugen im Heeresgeschichtlichen Museum

Eugen wurde in Paris im Hôtel de Soissons geboren. Dort wuchs er auch auf. Der Vater starb, als er zehn Jahre alt war. Die Mutter war zeitweise eine Favoritin König Ludwigs XIV., ehe es zu einer Entfremdung kam. Die Erziehung ihrer sieben Kinder vernachlässigte sie, weil sie ganz in das Leben am Hof und die dortigen Intrigen eingebunden war. In der Giftaffäre wurde sie 1679 verhaftet und verdächtigt, ihren Mann vergiftet zu haben, 1680 floh sie aus Frankreich.
Eugen wuchs unter der Obhut seiner Großmutter Marie de Bourbon und seiner Tante Luise Christine von Savoyen-Carignan auf, auch Eugens Onkel, der hochgebildete Fürst Emmanuel Philibert Amadeus von Savoyen-Carignan, griff in die Erziehung ein. Trotz ständiger Geldsorgen erhielt Eugen eine sehr gute Erziehung und wurde schon früh für den geistlichen Stand bestimmt, wie es für den jüngsten Sohn einer Adelsfamilie üblich war. In seiner Muttersprache, dem Französischen, konnte er sich am besten ausdrücken, auch Italienisch sprach er gut, seine Kenntnisse in Spanisch und Latein waren mangelhaft, Englisch blieb ihm fremd, Deutsch konnte er zwar verstehen, aber nicht sprechen oder schreiben. Im Alter von 15 Jahren erhielt er die niederen Weihen:23 und wurde deshalb am Hofe „der kleine Abbé“ genannt.
Im Alter von 19 Jahren erklärte er, nicht Geistlicher werden zu wollen. Daraufhin entzog ihm die Familie seine Rente, die Großmutter verbot ihm das Haus. Sein Gesuch an Ludwig XIV., ihm seinem Stande entsprechend das Kommando über ein Regiment zu übertragen, lehnte der König ab, wohl aus Misstrauen gegen Eugens ehemals mächtige Mutter, andere Quellen nennen als Grund Eugens schmächtige Gestalt.
Etwa 30 Jahre später, Eugen war inzwischen als Feldherr europaweit bekannt, da erinnerte sich Liselotte von der Pfalz an seine Zeit am französischen Hof: „er war nichts alß ein schmutziger, sehr debauchirter [ausschweifender, lasterhafter] Bub, der gar keine Hoffnung zu nichts gab.“ (Brief an Kurfürstin Sophie von Hannover vom 8. Mai 1710) An anderer Stelle schrieb sie ihm homoerotische Neigungen zu: „er incommodirt sich nicht mitt damen, ein par schonne pagen weren beßer sein sach.“ (Brief an Luise Raugräfin zu Pfalz vom 17. August 1710)

### Aufstieg im Dienst der Habsburger (1683–1697)
Im Juli 1683 erfuhr Eugen vom Tod seines Bruders, Oberst Ludwig Julius von Savoyen. Dieser war in einem Gefecht gegen 40.000 Krimtataren bei Petronell in Österreich schwer verwundet worden und Tage später seinen Verletzungen erlegen. Eugen verließ heimlich Paris. Er hoffte, das kaiserliche Dragonerregiment seines Bruders zu erhalten, und ging nach Passau zu Kaiser Leopold I.

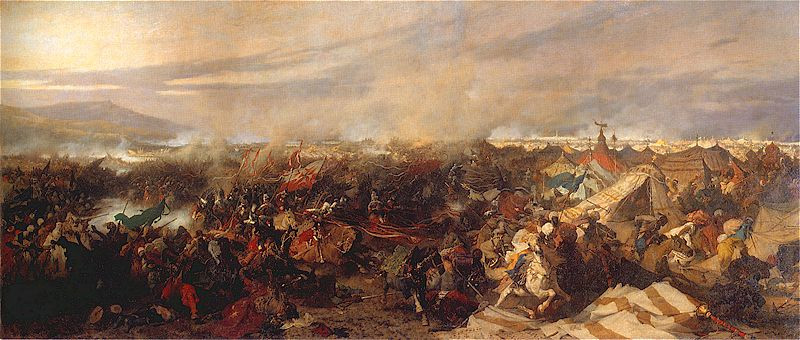
Schlacht um Wien (Ölgemälde von Józef Brandt, 1873)

In Österreich erhielt er zwar ein Offizierspatent, das Regiment ritt aber bereits unter Donat Johann Graf Heißler von Heitersheim Angriffe gegen den osmanischen Nachschub bei Wien während der Zweiten Wiener Türkenbelagerung. Als junger Oberstleutnant zog Eugen dann mit dem Entsatzheer nach Wien und kämpfte in der Schlacht am Kahlenberg an der Seite seines Cousins Ludwig Wilhelm von Baden-Baden. Offenbar bewährte er sich und genoss so die Protektion des Badeners, der Spanier und die Gunst des bayerischen Kurfürsten Max Emanuel.
Am 14. Dezember 1683 erhielt er daher als Oberst das Dragoner-Regiment Kueffstein in der Stärke von zehn Kompanien. In den folgenden Jahren zog er noch den Wechsel in die Dienste Savoyens oder Spaniens in Erwägung. Als er 1685 nach Madrid reiste, wurde er zum spanischen Granden erhoben. Die Versuche seiner Mutter, ihn mit spanischen Damen zu verheiraten, scheiterten. Letztlich blieb er in österreichisch-habsburgischen Diensten.
Am 6. Oktober 1687 ernannte Karl II. von Spanien Prinz Eugen im Hinblick auf die persönlichen Qualitäten und die Verdienste seiner Vorfahren um die Casa de Austria zum Ritter des Ordens vom Goldenen Vlies. Die feierliche Investitur nahm Kaiser Leopold I. am 31. Januar 1688 in der Wiener Hofburg vor.
Eugen nahm an den Schlachten der ersten Phase des Großen Türkenkriegs teil. Am 16. Oktober 1685 wurde er Generalfeldwachtmeister, was einem Generalmajor entspricht, wurde am 31. Januar 1688 Feldmarschallleutnant, 1690 General der Kavallerie und am 25. Mai 1693 Feldmarschall. Bei der Belagerung von Belgrad 1688 und Mainz 1689 wurde er jeweils verwundet. Ohne sich wirklich hervorzutun, befehligte er seit 1690 eine größere Einheit. Bei der Niederlage von Herzog Viktor Amadeus II. von Savoyen gegen die Franzosen in der Schlacht bei Staffarda deckte Eugen den Rückzug der Savoyer. Im Jahr 1693 nahm er an der Schlacht bei Marsaglia teil. 1696 befehligte er die kaiserliche Armee in Oberitalien während des Pfälzischen Erbfolgekriegs und räumte nach dem Frieden von Vigevano den Kriegsschauplatz.

### Großer Türkenkrieg und folgende Jahre (1697–1700)
Maßgebliche Kreise wurden auf Eugen aufmerksam, und der Hofkriegsratspräsident Ernst Rüdiger von Starhemberg empfahl ihn 1697 für den Oberbefehl im noch immer andauernden Großen Türkenkrieg. 1697 wurde er zunächst Stellvertreter des Oberbefehlshabers in Ungarn. Seit dem 5. Juli 1697 befehligte Eugen als Oberbefehlshaber den habsburgischen Gegenangriff in Ungarn. Er reorganisierte die Truppen und stellte ihre gesunkene Kampfkraft wieder her. Seinen Ruf als Feldherr begründete der entscheidende Sieg in der Schlacht bei Zenta (in der heutigen Vojvodina) am 11. September 1697, wo er die Hauptmacht der Osmanischen Armee bei einer Flussüberquerung vernichtend schlagen konnte. Unmittelbar danach nahm er Sarajevo ein, wobei die Stadt fast vollständig niedergebrannt wurde. Die unmittelbare Folge war der Friede von Karlowitz 1699, bei dem Österreich das Königreich Ungarn mit Siebenbürgen und den Großteil Kroatiens (in etwa das heutige Slawonien) erwarb und so den Status als Großmacht festigte.
Zu Beginn des Jahres 1700 ernannte Leopold I. den Prinzen Eugen zum Mitglied des Geheimen Rates. Seitdem gehörte Eugen zu den bedeutendsten Männer des Reiches. Durch prachtvolle Barockbauten demonstrierte er dies auch in der Öffentlichkeit.

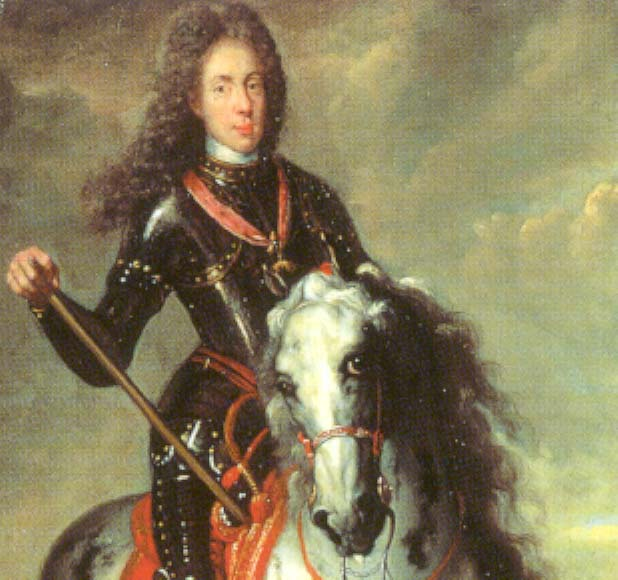
Miniatur des Prinzen Eugen von Savoyen

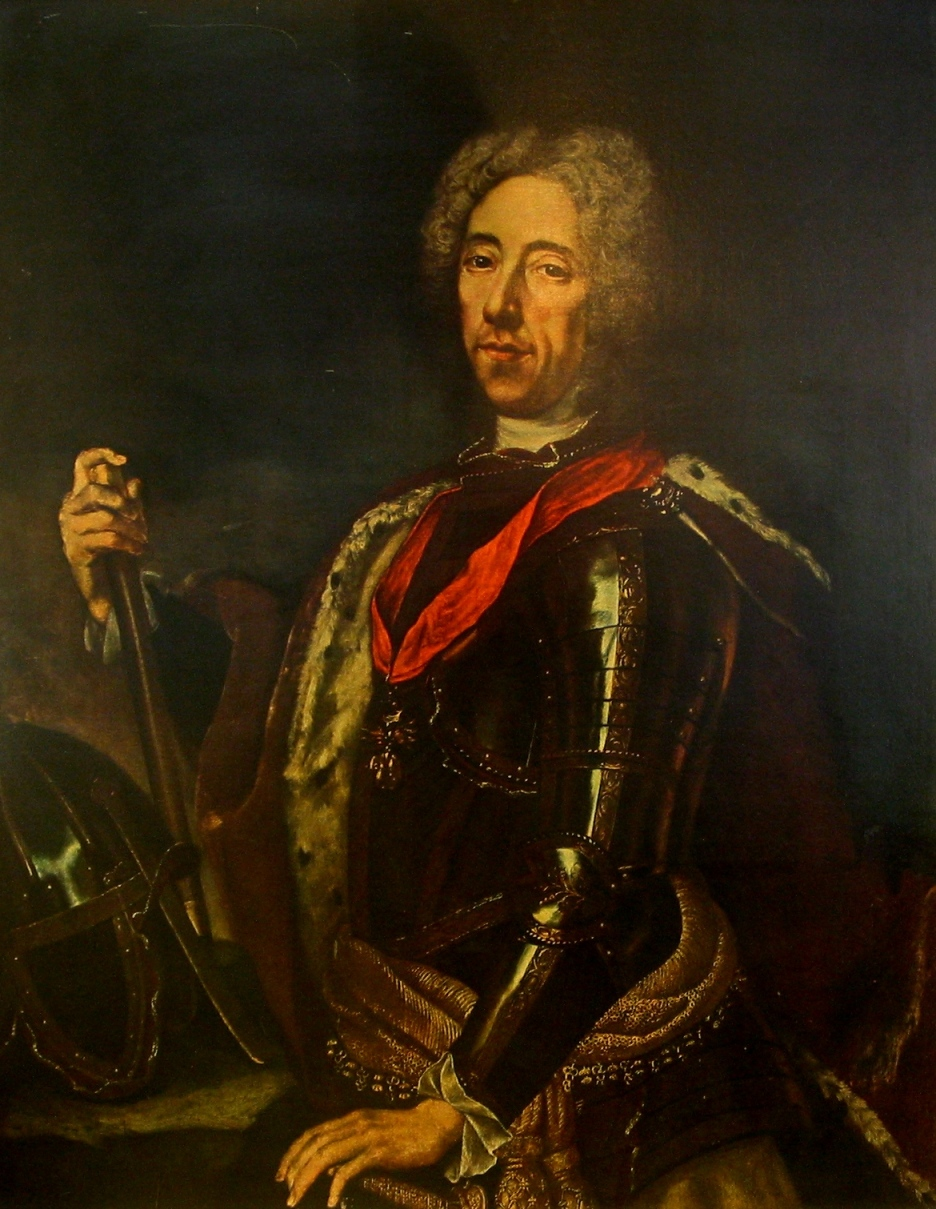
Porträt von Johann Kupetzky (HGM)

### Spanischer Erbfolgekrieg (1701–1714)

#### Die Koalition in der Offensive
Politisch spielte Prinz Eugen vor dem Ausbruch des Spanischen Erbfolgekrieges noch kaum eine Rolle. Auf die Entscheidungen des Kaisers, die schließlich zum Krieg führten, nahm er keinen direkten Einfluss. Möglicherweise hat aber sein Drängen vor dem Abschluss des Bündnisses Österreichs mit Großbritannien und den Niederlanden dazu beigetragen, die Auseinandersetzung mit einem Angriff in Oberitalien zu beginnen. Im Jahr 1700 wurde Eugen zum Oberbefehlshaber in Italien ernannt. Das Vorhaben war organisatorisch schlecht vorbereitet. Eugen gelang es, seine Truppen über die Alpen zu führen. Er besiegte die überraschten französischen Truppen 1701 in den Schlachten bei Carpi und Chiari. Im Jahr 1702 folgte der Handstreich von Cremona und die Schlacht bei Luzzara. Im Laufe der Auseinandersetzung zeigte sich, dass die Wiener Behörden nicht in der Lage waren, für ausreichenden Nachschub zu sorgen, und so einen vollständigen Sieg auf diesem Kriegsschauplatz verspielten. Gleichzeitig sah Eugen, dass Österreich durch das Bündnis Frankreichs mit Bayern und den Aufstand von Franz II. Rákóczi in Ungarn akut bedroht war.
Ende 1702 ging Eugen nach Wien, um auf Veränderungen bei den zentralen militärischen Positionen zu drängen, zunächst mit wenig Erfolg. Am 27. Juni 1703 wurde er zum Präsidenten des Hofkriegsrates in Wien und am 2. Mai 1708 zum Generalleutnant ernannt, in Österreich damals der höchste militärische Titel als Stellvertreter des Kaisers im Oberkommando der Armee. Er vereinte nun den Posten des Ministers und den des Generals. Zunächst kümmerte er sich um eine vorerst improvisierte Reorganisation des Militärwesens und nahm bei der Frage der Finanzierung keine Rücksichten auf überkommene Rechte der Stände. Eine wichtige Rolle bei der politischen Flankierung des Krieges spielte der Diplomat Johann Wenzel Wratislaw von Mitrowitz, der sein außenpolitischer Berater und Freund wurde und der maßgeblich für das Zustandekommen der Haager Großen Allianz aus Großbritannien, den Vereinigten Niederlanden und der Habsburgermonarchie war.
Seit 1704 kommandierte er die Truppen im Westen. Im weiteren Verlauf des Spanischen Erbfolgekrieges errang er zusammen mit dem Duke of Marlborough, dem Kommandeur der verbündeten britischen Truppen, den glänzenden Sieg in der Zweiten Schlacht bei Höchstädt 1704. Obwohl der Duke of Marlborough militärisch eine wichtige Rolle spielte, lag die eigentliche strategische Planung des Krieges bei Eugen von Savoyen. Aber auch bei den Operationen und während der Schlachten übernahm er die schwierigen Aufgaben.
In Österreich selbst stieß Eugen allerdings auf Widerstand. Als Führer der „Kriegspartei“ neben dem späteren Kaiser Joseph I. drängte er Kaiser Leopold I. in dessen letzten Jahren weitgehend in den Hintergrund. Die Probleme in der Hauptstadt endeten erst, als Joseph die Nachfolge seines Vaters antrat. Der neue Kaiser ließ Eugen und Johann Wenzel Wratislaw von Mitrowitz weitgehend freie Hand.
Eugen besiegte die französischen Truppen in der Schlacht von Turin im Jahr 1706 auch auf dem italienischen Kriegsschauplatz. Damit war der Einfluss Ludwigs XIV. in Italien gebrochen. Am 21. Februar 1707 wurde Eugen vom Reichstag zum Reichsfeldmarschall gewählt. Von 1707 bis 1715 war er zudem Generalgouverneur von Mailand. Um diese Zeit hatte er den Maler Jan van Huchtenburgh in Dienst. Auf Druck der Seemächte unternahm er 1707 eine Expedition nach Toulon. Nach einer vergeblichen Belagerung der Stadt führte er seine Truppen nach Oberitalien zurück.
Zusammen mit dem Duke of Marlborough siegte er 1708 in der Schlacht bei Oudenaarde. Mit der Stadt Lille fiel der antifranzösischen Koalition eine strategische Schlüsselstellung in die Hände. Frankreich schien geschlagen und es kam zu Verhandlungen über einen Präliminarfrieden in Den Haag. Eugen vertrat dabei die kaiserliche Seite, die das gesamte Königreich Spanien für sich forderte. Eugen setzte sich zusätzlich für die Forderung ein, die Reichsgrenzen von 1648 wiederherzustellen, also Frankreich zur Rückgabe des Elsass und der Trois-Évêchés zu zwingen. Die Alliierten forderten von Ludwig XIV. schließlich nur einen Teil des Elsass um die Stadt Straßburg, aber vor allem auf niederländischen Druck auch je drei französische und spanische „Kautionsstädte“ unter alliierter Besatzung, bis Frankreich die Friedensbedingungen umgesetzt hatte. Zusätzlich sollte Ludwig XIV. selbst durchsetzen, dass sich auch sein Enkel Philipp für Spanien diesen Bedingungen anschloss. Diese, nicht von Eugen zu verantwortenden, überzogenen Forderungen verhinderten ein Ende des Krieges. Eugen und der Duke of Marlborough siegten 1709 noch einmal in der Schlacht bei Malplaquet. Gleichwohl konnte dies den Krieg nicht beenden, der mit wechselndem Erfolg fortgesetzt wurde.

#### Defensive und Friedensschluss
Nach dem Tod des Kaisers 1711 und der Machtübernahme durch dessen Bruder Karl VI. brach die Kriegskoalition auseinander. Hintergrund war, dass Karl auch den spanischen Thron beanspruchte und die bisherigen Verbündeten darin die Gefahr eines übermächtigen Österreich sahen.
Eugen selbst reiste 1712 im Auftrag des Kaisers zur britischen Königin Anne, wo er den Verbleib Großbritanniens in der Allianz gegen Frankreich erreichen sollte. Er erhielt zwar eine Audienz, doch blieb seine Mission erfolglos. Dabei spielte auch eine Rolle, dass der Duke of Marlborough gestürzt worden war. Die Kriegsführung Eugens geriet damit in die Defensive. Ein von ihm geführtes holländisches Heer wurde in der Schlacht bei Denain von den Franzosen geschlagen, auch die Niederländer schieden daraufhin aus dem Krieg aus. Der Versuch Karls VI., nach der Auflösung der Großen Allianz im Frieden von Utrecht im Jahr 1713 den Kampf nur gestützt auf die Kräfte des Reiches und Österreichs fortzusetzen, erwies sich als erfolglos. Anfang 1714 verhandelte Eugen mit dem französischen Marschall Claude-Louis-Hector de Villars über eine Beendigung der Kämpfe. Im Frieden von Rastatt wurde die Teilung des spanischen Erbes bestätigt: Während Spanien und die Kolonien an den französischen Thronprätendenten fielen, gingen die Spanischen Niederlande und die italienischen Besitzungen an Österreich. Als gefeierter Diplomat und Generalbevollmächtigter trat Eugen wenige Monate später beim Friedenskongress in Baden auf, auf dem der abschließende Friedensvertrag in eine rechtskräftige Form überführt wurde.

### Venezianisch-Österreichischer Türkenkrieg (1714–1718)

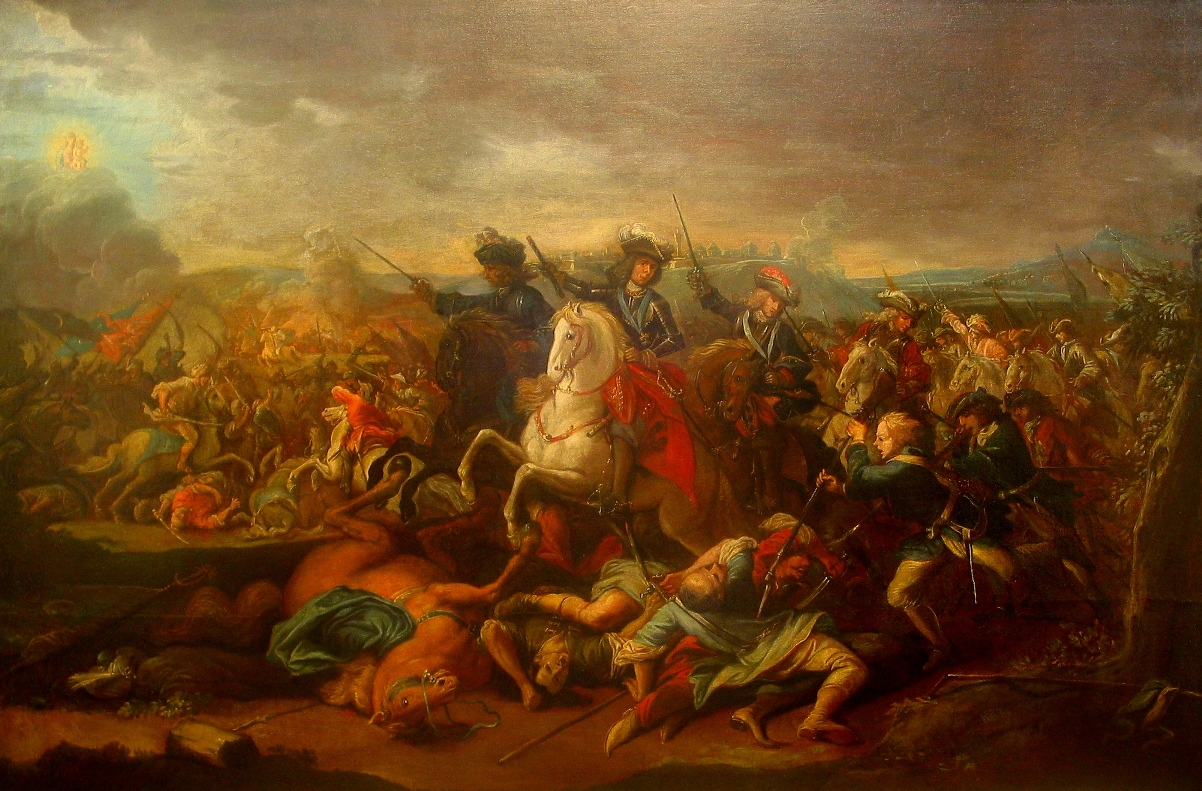
Prinz Eugen in der Schlacht bei Belgrad im Jahr 1717 (HGM)

Auf sein Drängen wurde der Krieg gegen die Türken wieder aufgenommen. Er kämpfte 1716 bis 1718 im Venezianisch-Österreichischen Türkenkrieg. Dabei ging es vor allem darum, die Macht Habsburgs in Südosteuropa zu sichern. Eugen errang den Sieg von Peterwardein und eroberte mit seinen Truppen die Festung Belgrad am 17. August 1717, indem er nicht wie erwartet vom Land, sondern mittels einer Pontonbrücke vom Wasser aus angriff. Dieser Sieg ist im Lied vom Prinzen Eugen (auch bekannt als Prinz Eugen, der edle Ritter) verewigt. Der anschließende Frieden von Passarowitz (1718) vergrößerte Österreich um das nördliche Serbien, das Banat und die westliche Walachei. Eugen stand auf dem Höhepunkt seines Ansehens, und Friedrich der Große hat ihn später als den eigentlichen Kaiser bezeichnet.

### Gründung einer Ingenieur-Akademie
In Frankreich begann mit dem Regierungsantritt Ludwigs XIV. eine umfassende Modernisierung der Armee. Der General und Festungsbaumeister Sébastien Le Prestre de Vauban erzielte entscheidende Fortschritte im Festungsbau und im Festungskrieg. Seine auf langjähriger praktischer Erfahrung beruhenden Instruktionen für die französischen Genieoffiziere wurden rasch in die Regelwerke der Armeen im übrigen Europa übernommen.:1–3
Die österreichische Armee hatte diesen grundlegenden Wandel verschlafen. Im Spanischen Erbfolgekrieg beklagte Prinz Eugen bei den großen Belagerungen in den Niederlanden immer wieder den Mangel an geschickten Genieoffizieren.:94 Bei der Eroberung der Festung Lille, die Vauban 1667 bis 1671 als erstes eigenes großes Festungsprojekt erbaut hatte, musste Eugen auf britische und niederländische Ingenieure zurückgreifen, die Vaubans Angriffstechnik beherrschten. 1710 schrieb er an den Kaiser, dass man keinen einzigen Ingenieur habe, der eine Festung bauen könne. Da man sie nicht angemessen bezahle, seien sie entweder aus Mangel gestorben oder freiwillig gegangen, um dem Verderben zu entgehen. Aus diesem Grunde habe man auch noch immer nicht vermocht, das beantragte Geniekorps und die Schule der Kriegsbaukunst zu errichten, worauf doch alle anderen Mächte so bedeutende Summen verwendeten.:3:95
Eugen setzte sich über viele Jahre mit Nachdruck für die Aufstellung eines Mineur-Korps und für die Schaffung einer Schule für Ingenieure und Kriegsbaumeister ein. Aber erst am 24. Dezember 1717 unterzeichnete Karl IV. den Stiftungsbrief zur Errichtung einer Ingenieur-Akademie in Wien. Der Hofkriegsrat unternahm sofort alle notwendigen Vorbereitungen, damit die Akademie am 1. Januar 1718 mit der Ausbildung von 28 Zöglingen beginnen konnte, allerdings mit minimaler Finanzausstattung. Zum Superintendenten wurde Feldmarschall Wirich Philipp von und zu Daun ernannt. Subdirektor und ab 1721 Oberdirektor wurde der Hofmathematiker Johann Jakob Marinoni, der sich in mehr als 40 Jahren große Verdienste um den Fortbestand und die Entwicklung der Akademie erwarb, aber trotz Protektion durch Prinzen Eugen erst 1733 zum Leiter ernannt wurde.:58–71 Die Ingenieur-Akademie bestand unter wechselnden Namen und an verschiedenen Standorten bis zum Ende der österreichisch-ungarischen Monarchie 1918, zuletzt als k.u.k. Technische Militärakademie in Mödling.
Ein selbständiges Ingenieurkorps wurde im Habsburgerreich erstmals 1732 in den österreichischen Niederlanden aufgestellt durch die Einteilung der dortigen Ingenieuroffiziere in zwei Brigaden zu sieben Offizieren. In den Erblanden wurde erst 1747 durch Maria Theresia ein Ingenieurkorps geschaffen.

### Letzte Jahre in Wien (1718–1736)
Tatsächlich verband er nunmehr sein Amt als Hofkriegsratspräsident mit dem des Vorsitzenden der Geheimen Konferenz. Zudem war er offiziell von 1716 bis 1724 Statthalter in den österreichischen Niederlanden. Allerdings war er keineswegs übermächtig. Vom Kaiser vielfach geehrt, blieb das persönliche Verhältnis eher distanziert. Als ihn die „Spanischen Partei“ 1718 beim Kaiser denunzierte, konnte er mithilfe von Dokumenten, die seine Vertraute Eleonore Batthyány-Stratmann besorgt hatte, die Vorwürfe entkräften und seine herausragende Position bei Hofe verteidigen. Eleonore Batthyány-Stratmann blieb Eugen bis zu seinem Tod eng verbunden.
In seinen letzten Jahren gingen kaum noch große politische Impulse von Prinz Eugen aus. Insbesondere versäumte er die Anpassung der militärischen Organisation an die sich wandelnden Verhältnisse. Auch in der Außenpolitik konnte er nicht mehr ohne Einmischung anderer Kräfte wirken. Hatte er zunächst eine Annäherung an Frankreich gesucht, suchte er später wieder das Bündnis mit Großbritannien und den Niederlanden.
Im Polnischen Thronfolgekrieg befehligte Prinz Eugen die Reichstruppen am Rhein. Er war zu dieser Zeit gesundheitlich sehr angeschlagen, und sein strategisches Geschick wurde durch seine Ängstlichkeit blockiert. So wagte er nicht, die Franzosen daran zu hindern, vor seinen Augen Philippsburg zu nehmen. Derweil betrieb Johann Christoph Bartenstein im Hintergrund die Ablösung Eugens. So schloss der Kaiser Frieden, ohne Prinz Eugen zu konsultieren.
Prinz Eugen blieb dem Gelübde der Ehelosigkeit, das er 1678 beim Empfang der niederen Weihen abgelegt hatte, sein Leben lang treu. Über Affären mit Frauen wurde nichts bekannt.
Das Gerücht homoerotischer Neigungen, das Lieselotte von der Pfalz 1705 verbreitet hatte, blieb an ihm hängen. Zu seinen Lebzeiten waren Gedichte im Umlauf (Mars ohne Venus), die ihm Homosexualität nachsagten. In Listen berühmter Homosexueller wurde er deshalb regelmäßig geführt, obwohl Beweise für seine Homosexualität fehlen.

### Tod und Ehrenbegräbnis 1736

Eugens letzte Tage und der Löwe im Belvedere, Bild von Franz Wacik, 1913

Als er am 21. April 1736 an einer Lungenentzündung starb, fiel sein Vermögen an seine Nichte Anna Viktoria von Savoyen (1683–1763), weil er kein Testament hinterließ. Sein Besitz bestand aus teuer eingerichteten Schlössern, Ländereien, Bar- und Bankvermögen sowie Kunstsammlungen und einem Zoo mit Tieren aus der ganzen Welt im Wert von 1,8 Millionen Gulden. Seine Nichte verkaufte nach und nach den Großteil des Besitzes oder ließ ihn versteigern. Ihr eigenes großes Vermögen überschrieb sie ihrem späteren, sehr viel jüngeren Ehemann Joseph Friedrich von Sachsen-Hildburghausen (1702–1787).
Das Castrum doloris, welches bei den Begräbnisfeierlichkeiten verwendet wurde, ist nur noch in Teilen erhalten, weil es aus nicht dauerhaften Materialien gestaltet wurde. Diese Teile der Trauerdekoration befinden sich heute im Heeresgeschichtlichen Museum in Wien.

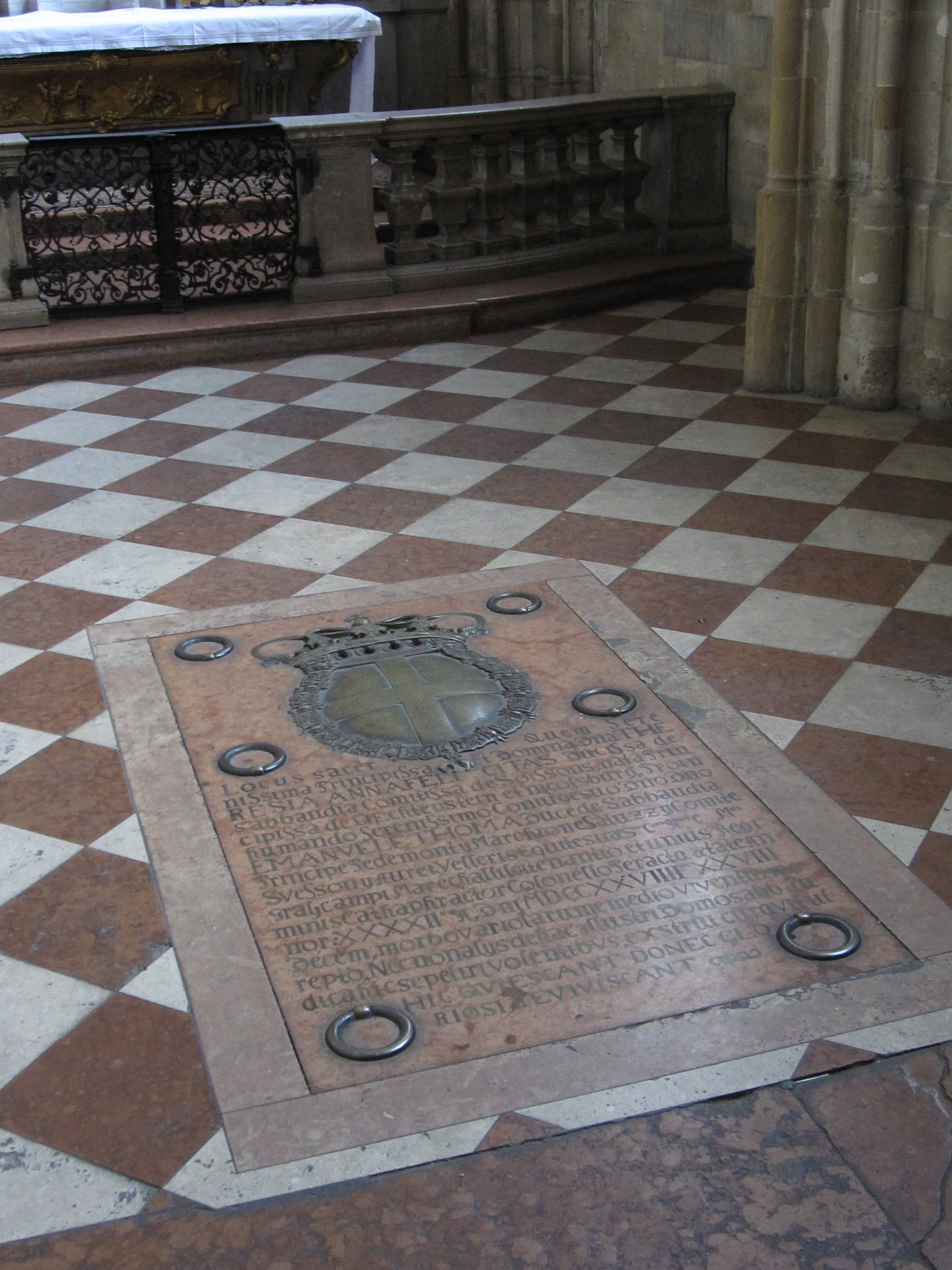
Verschlussplatte der Savoyer-Gruft in der Kreuzkapelle im Wiener Stephansdom (1729)

Zur letzten Ruhe liegt Prinz Eugen in der Kapelle im Wiener Stephansdom, die nach ihm benannt ist, aber auch Kreuz- oder Tirnakapelle heißt. Das Marmorgrabmal in der linken Seitenwand ließ 1752 die Gattin seines Neffen, Maria Theresia Anna Felicitas Herzogin von Savoyen-Carignan, errichten. Ausführende Künstler waren Joseph Wurschbauer als Bildhauer und Goldschmied sowie als Steinmetz Gabriel Steinböck.
Inschrift auf dem Grabmal im Stephansdom zu Wien
| Α Χ Ω EUGENIO Imperatori Victoriosissimo In Tutelam Christiani Nominis Divinitus Concesso Imp[eratoris] Caes[aris] Aug[usti] Caroli VI Purpurato Moderandis Rebus Bellicis Praefecto In Germania Legato In Italia Vicario Utrobique Exercituum Duci Felicissimo Cujus Profecto Imperia Provinciae Monumenta In Alma Hac Basilica Summo Honore Celebrata Magnifico Hoc Mausoleo Perpetuabuntur. | „Christus Anfang und Ende. Für Eugenius, den Feldherrn, überaus siegreich, zum Schutz des Christen- namens von Gott geschenkt, des erhabenen Kaisers Karl VI. Hofkavalier, mit der Leitung des Kriegswesens beauftragt, Gesandter in Deutschland, Statthalter in Italien, hier wie dort äußerst erfolgreicher Heerführer, dessen Feldzüge, Provinzen und Denkwürdigkeiten, in dieser erhabenen Basilika wahrhaftig mit höchster Ehre gefeiert, durch dieses prachtvolle Grabmal verewigt werden.“ |

Sein Herz wurde in der Grabkirche des Königshauses Savoyen, der Basilica di Superga in Turin, getrennt bestattet.
Hugo von Hofmannsthal schrieb: Eugens letzte Tage und der Löwe im Belvedere … der König von Frankreich, den er so oft besiegt hatte, verehrte ihm einen afrikanischen Löwen … endlich kamen drei Tage, wo der Löwe seinen Herrn nicht mehr sah, er verweigerte alles Fressen und lief unruhig im Käfig auf und nieder … gegen drei Uhr morgens stieß er ein solches Gebrüll aus, daß der Tierwärter hinauslief in die Menagerie um nachzusehen. Da sah er Lichter in allen Zimmern des Schlosses, zugleich hörte er in der Kapelle das Sterbeglöcklein und so wußte er, daß sein Herr, der große Prinz Eugen, zu eben dieser Stunde gestorben war.

## Prinz Eugen als Bauherr

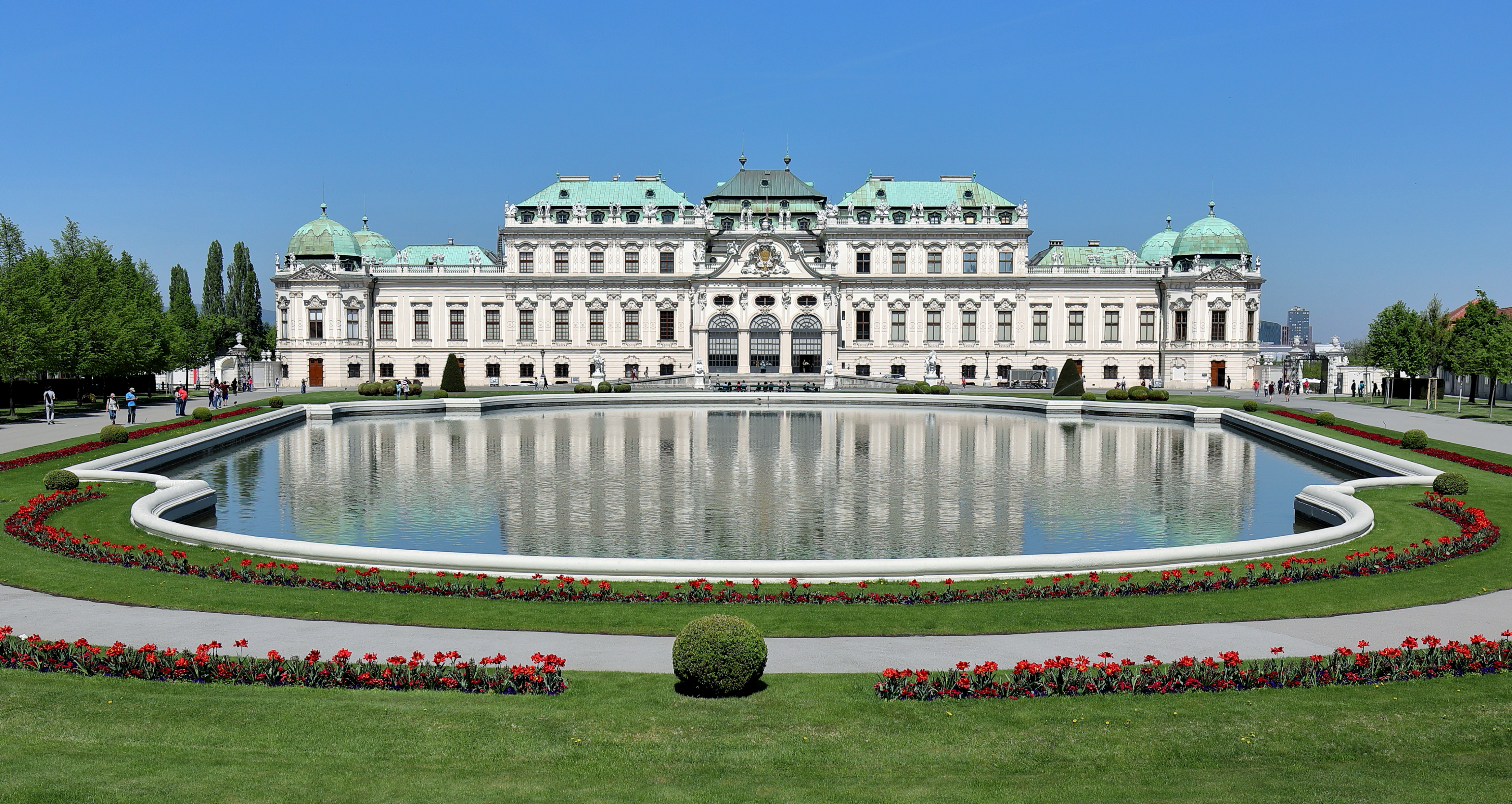
Prinz Eugens Residenz: Das Schloss Belvedere in Wien

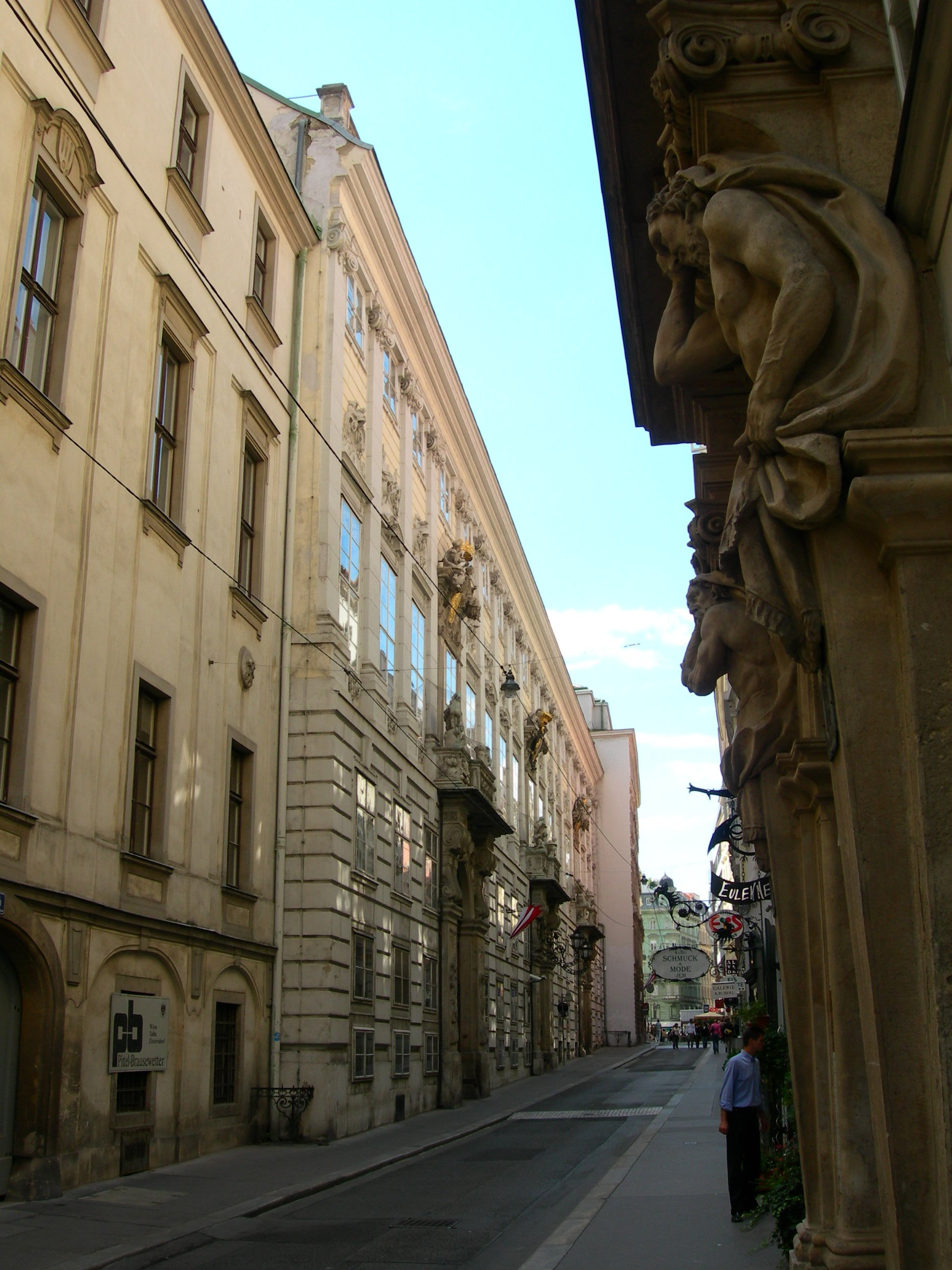
Stadtpalais in der Himmelpfortgasse in Wien

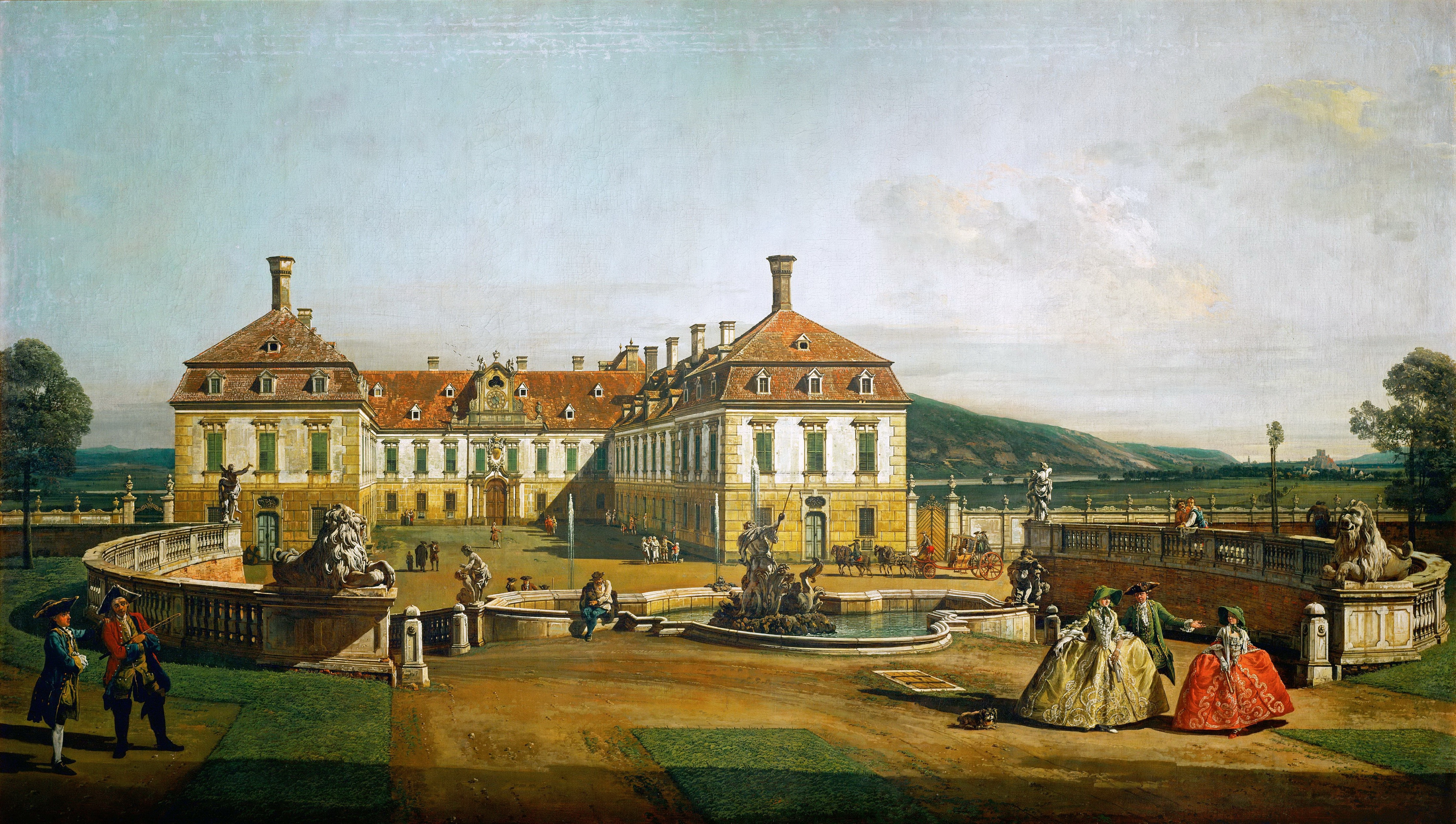
Schloss Hof im Marchfeld

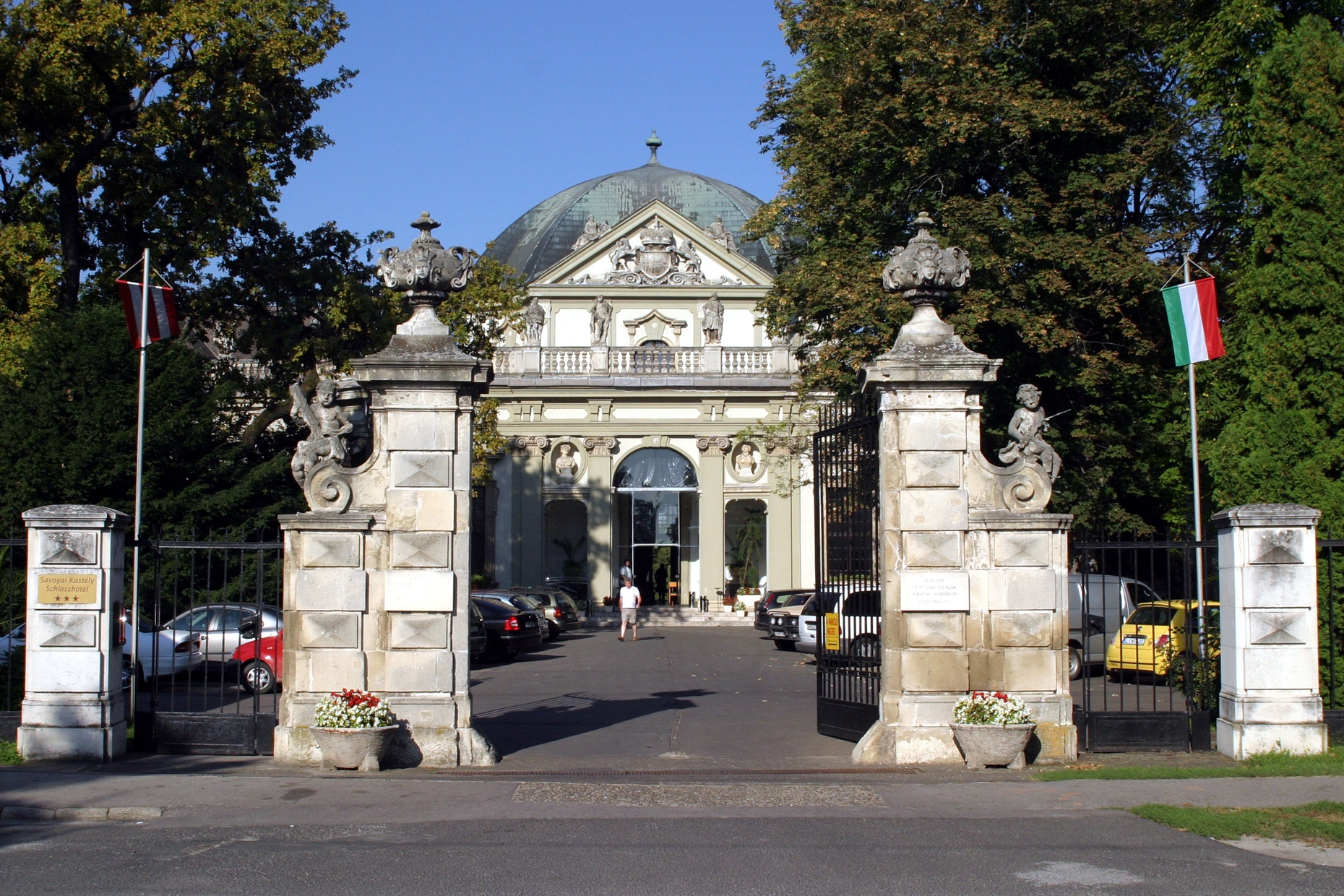
Schloss Ráckeve in Ungarn

Prinz Eugen kam 1683 als Flüchtling ohne eigene Mittel nach Wien. Er wohnte zunächst bei seinem Onkel, dem spanischen Botschafter in der Bankgasse. Als er im Dezember 1683 zum Oberst befördert wurde und ein eigenes Dragoner-Regiment erhielt, für dessen Ausstattung er selbst aufkommen musste, bat er seinen Cousin Viktor Amadeus II., den regierenden Herzog von Savoyen, um finanzielle Unterstützung.:109–119
Parallel zu seiner militärischen Karriere vollzog sich sein gesellschaftlicher Aufstieg. Im Oktober 1687 ernannte Karl II. von Spanien Prinz Eugen zum Ritter des Ordens vom Goldenen Vlies, die Ordensverleihung nahm Kaiser Leopold I. im Januar 1688 in Wien vor. Im gleichen Jahr besserte sich Eugens finanzielle Situation, indem ihm die Einkünfte zweier piemontesischer Abteien zugesprochen wurden; den Status des Abts und die damit verbundenen Einkünfte behielt er bis an sein Lebensende.:139–140
Ab 1694 begann Eugen, sich in Wien zu etablieren. Kurz nacheinander kaufte er den Baugrund für alle drei typischen Bauaufgaben des Hochadels, nämlich für das Stadtpalais, für den Vorstadtgarten und für den Landsitz, obwohl er sich dabei stark verschulden musste.:53–55
- 1694 und 1695 erwarb er für sein Stadtpalais zwei nebeneinander liegende Gebäude, ließ sie 1696–1702 durch Johann Bernhard Fischer von Erlach umbauen und machte das Palais zu seinem offiziellen Wohnsitz.[13]:24 1704 wurde das Stadtpalais zum Freihaus erhoben und damit von der Steuer befreit. In den Folgejahren bis 1724 nahm Johann Lukas von Hildebrandt mehrere Erweiterungen und Umbauten vor.
- 1697 erwarb Prinz Eugen am Rennweg ein großes Grundstück für die Errichtung eines Vorstadtgartens.[40]:68–70 Dort entstand nach den Plänen Lukas von Hildebrandts der grandiose Komplex des Schlosses Belvedere. Das einstöckige Untere Belvedere mit seinen exotischen Gärten und dem Zoo wurde 1717 fertiggestellt. Das größere und prächtigere Obere Belvedere wurde zwischen 1717 und 1723 erbaut.
- Im August 1698 kaufte Eugen für 85.000 Gulden die 48 km lange Donauinsel Csepel südlich von Budapest zusammen mit dem Promontor-Gebirge am rechten Donauufer (Tétényi Plateau, heute im Budapester Stadtteil Tétény). Hier siedelte er Kolonisten zur landwirtschaftlichen Erschließung des fruchtbaren Gebiets an[13]:24 und ließ 1701–1702 durch Lukas von Hildebrand Schloss Ráckeve errichten.

Bereits im Juli 1698 hatte der Kaiser das von den Türken zurückeroberte Gebiet an seine Feldherren verteilt. Prinz Eugen erhielt die Gespanschaft Osijek-Baranja und ließ zwischen 1705 und 1712 in Bilje ein Jagdschloss errichten.:24
Nach dem Sieg von Belgrad 1717 ließ Prinz Eugen in der Nähe von Ráckeve wahrscheinlich durch Lucas von Hildebrandt die Vierflügel-Anlage von Schloss Promontor:24 als großzügigen Landsitz in den Weinbergen errichten, aber schon 1725 brannte das Schloss ab.
1725 erwarb er Schloss Hof im Marchfeld. Unter Lukas von Hildebrandts Leitung wurde es 1725–1729 zu einem Landsitz umgebaut, der stark genug war, um im Bedarfsfall als Festung zu dienen. Im gleichen Jahr erhielt Prinz Eugen als Geschenk von Karl VI. die Herrschaft Obersiebenbrunn. Das zugehörige Schloss Obersiebenbrunn ließ er in den Jahren 1725 bis 1736 von Lukas von Hildebrandt barockisieren und einen weitläufigen Lustgarten anlegen. 1726 kaufte Prinz Eugen die Herrschaft Engelhartstetten mit Schloss Niederweiden, das er zu einem Jagdschloss umgestalten ließ. 1738 machte die Erbin des Prinzen Eugen die Herrschaft Schlosshof ihrem Gemahl Joseph Friedrich von Sachsen-Hildburghausen zum Hochzeitsgeschenk.:452
„Als in Paris erzogener Savoyer konnte Prinz Eugen in Bau- und insbesondere in Ausstattungsfragen auf einen reichen Schatz von Eindrücken und Erfahrungen zurückgreifen, der an typologischer und stilistischer Aktualität das aus Büchern zu beziehende Wissen bei weitem übertraf.“:16
„Stadtpalais und Belverdere [sind] in ihrer Gestalt nicht vorrangig vom bei barocken Bauherren häufig anzutreffenden Prinzip des Sammelns des jeweils Neusten und Besten bestimmt. Vielmehr zeugen sie von einer im wesentlichen einheitlichen Zielsetzung.“:10 Die von Eugen zur Verwirklichung seiner Bauten herangezogenen Künstler waren in ihrer Zeit von großer Bedeutung. „Für die Innenausstattung seiner Bauten bediete sich Prinz Eugen gerne der … politischen Verbindungen, die sich aus den während des spanischen Erbfolgekriegs geknüpften Allianzen, aus seiner Statthalterschaft der österreichischen Niederlande sowie aus den in den Feldlagern in verschiedenen Ländern geknüpften Kontakten ergaben.“:13
Prinz Eugen ließ durch den Augsburger Kupferstecher Salomon Klein Kupferstiche der Außen- und Innenansichten von Stadtpalais und Belvedere anfertigen, die zwischen 1731 und 1740 in 10 Teilen mit insgesamt 90 Tafeln in Augsburg erschienen, um – wie er im Vorwort erklärt – der Menschheit, die ihn als großen Feldherrn schätzen gelernt habe, sich nunmehr als geschmacklich versierter Bauherr vorzustellen.:14
Die Details der Finanzierung seiner Sammler- und Bautätigkeit sind bisher nicht vollständig aufgeklärt, da nicht alle Dokumente überliefert sind. Nach seinem Tod erwarb das Kaiserhaus von der Erbin das Stadtpalais und Schloss Belvedere, das Belvedere wurde zeitweilig eine Art zweiter Residenz.

## Sammler und Förderer von Kunst und Wissenschaft
„Daß es noch eine andere Sphäre in seinem Denken und Tun gab als Krieg und Politik, daß er zugleich Freund, Träger und Vermittler von Kunst und Geist war, macht die Gestalt des Prinzen Eugen in besonderem Maße anziehend.“ Man nannte ihn „Heros et Philosophus“. Der Dichter Jean-Baptiste Rousseau hat das bezeichnende Bild von ihm geprägt: Die Siegesgöttin Victoria vor ihm herfliegend, Pallas Athene, die Göttin der Weisheit und der Künste, an seiner Seite marschierend. Friedrich II. von Preußen hat den Prinzen „des Mars und der Minerva Lieblingssohn“ genannt.:361 Diese Bewunderung galt dem Bibliophilen, der eine der großen und wertvollen Privatbibliotheken des 18. Jahrhunderts geschaffen hatte, die Bibliotheca Eugeniana, sie galt ebenso dem Kunstliebhaber, dessen Paläste eine reiche Gemäldesammlung beherbergten, dem Liebhaber exotischer Tiere und Pflanzen, die im Belvedere-Garten versammelt waren, und dem Freund, Gesprächspartner und Förderer bedeutender Philosophen und Wissenschaftler.
Mit den geistigen Strömungen seiner Zeit war Prinz Eugen bestens vertraut. Leibniz widmete ihm ein Exemplar seiner Monadologie. Auch mit Montesquieu und Voltaire stand er in Kontakt.

### Bibliotheca Eugeniana

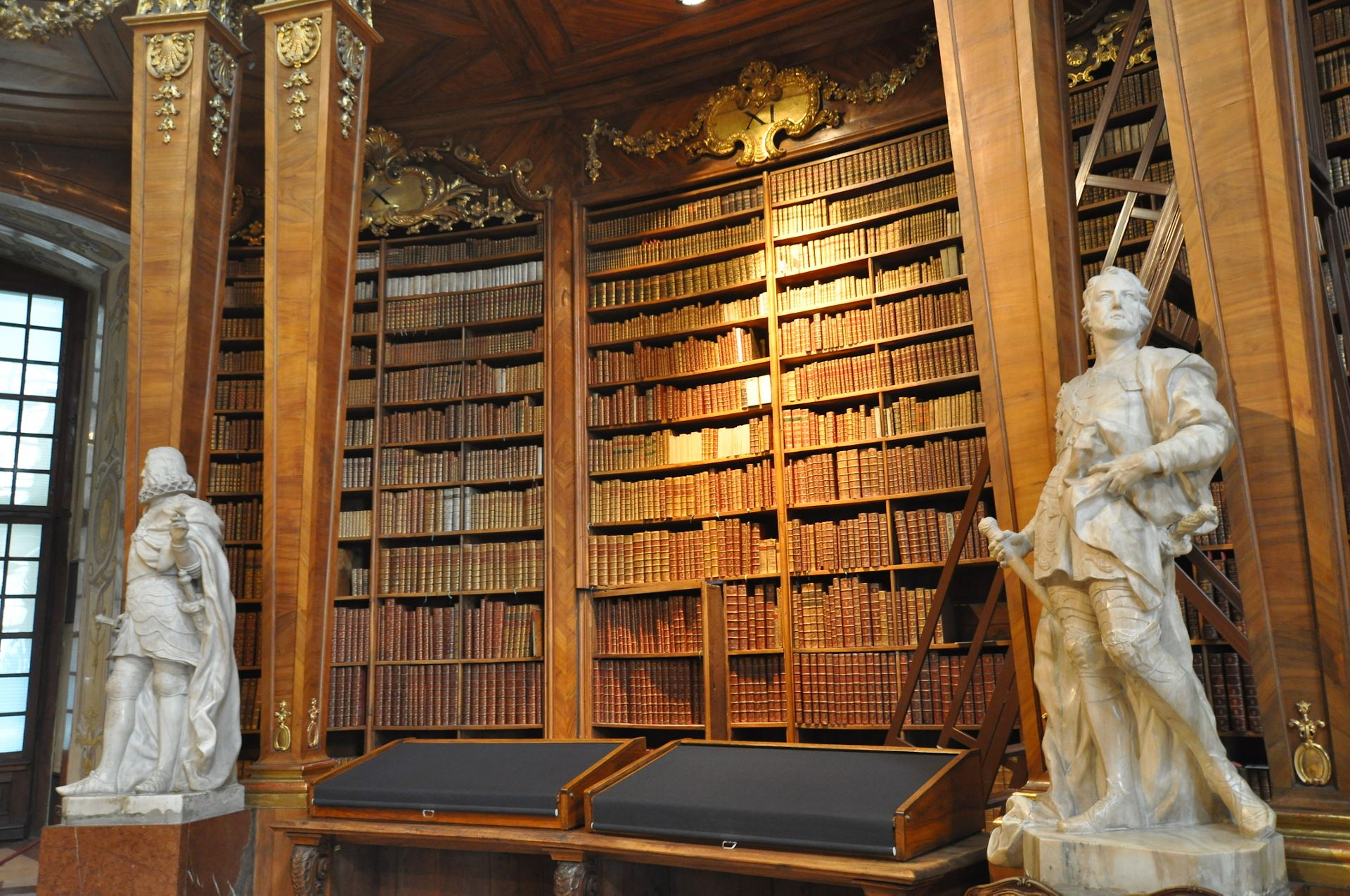
Bibliotheca Eugeniana im Prunksaal der Österreichischen Nationalbibliothek

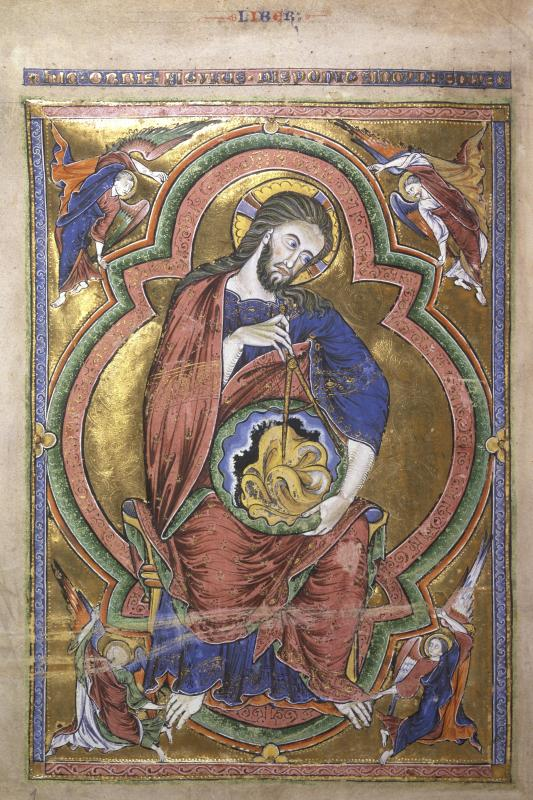
Gott als Schöpfer – Frontispiz der Bible moralisée Codex Vindobonensis 1179

Die Bibliotheca Eugeniana umfasste bei Eugens Tod 1736 mehr als 15.000 Druckschriften, 2.400 Handschriften, 290 Bände mit Kupferstichen und 250 Kassetten mit Porträts. 1738 erwarb sie Karl VI. für die Wiener Hofbibliothek:20, wo die Bücher und Druckschriften im Prunksaal ihren Standort fanden; die Kupferstiche befinden sich heute in der Albertina. 2014 wurde die Bibliotheca Eugeniana in das Weltdokumentenerbe der UNESCO aufgenommen.
Im November 2022 startete an der Österreichischen Nationalbibliothek (ÖNB) das Projekt „Bibliotheca Eugeniana Digital“ zur digitalen Rekonstruktion und visuelle Präsentation der Büchersammlung des Prinzen Eugen. Die genaue Zusammensetzung, der Umfang und die Standorte der gedruckten Bücher in den Sammlungen der ÖNB konnten bisher nicht analysiert werden, da dieses Unterfangen zu umfangreich und komplex für herkömmliche Ansätze war. Ein wesentlicher Schritt ist die Extraktion der Informationen aus dem bereits digitalisierten fünfbändigen handschriftlichen historischen Sammlungskatalog für die weitere maschinelle Verarbeitung. Das Projekt hatte eine Laufzeit bis November 2024.
Die gedruckten Bestände der Bibliotheca Eugeniana zeichnen sich durch eine außerordentliche Qualität und eine erlesene Auswahl sowohl nach wissenschaftlichen wie auch bibliophilen Gesichtspunkten aus. Der Sammlungsbestand zeigt das große Interesse Prinz Eugens an der zeitgenössischen Geschichte und Politik Europas wie auch der außereuropäischen Welt sowie an der Philosophie und den Naturwissenschaften. In seiner Bibliothek finden sich die zentralen wissenschaftlichen Werke ebenso wie prachtvoll ausgestattete und illustrierte Tafelwerke, außerdem lateinische und griechische Klassikerausgaben der bedeutendsten Verleger, wertvolle Ausgaben der französischen und italienischen Dichtkunst und theologische Werke. Bei den Handschriften der Bibliotheca Eugeniana handelt es sich um bedeutende Dokumente zur europäischen Kultur- und Geistesgeschichte.
Zu den bedeutendsten Werken der Bibliotheca Eugeniana gehören der 50-bändige Atlas Blaeu-Van der Hem, den Prinz Eugen 1730 für 22.000 Gulden ersteigerte und der seit 2003 zum Weltdokumentenerbe gehört, die Tabula Peutingeriana (seit 2007 im Weltdokumentenerbe), der Atlas Blaeu oder Atlas Maior, die Bible moralisée Codex vindobonensis 1179. Für Prinz Eugens Interesse an den Naturwissenschaften stehen die Gesamtausgabe der Werke Tycho Brahes und Isaac Newtons Philosophiæ Naturalis Principia Mathematica Editio Tertia von 1726 mit handschriftlicher Widmung des Vize-Präsidenten der Royal Society, Richard Mead.:64
Prinz Eugen hatte in den bedeutenden Verlagsorten Europas Agenten, die ihn über Neuerscheinungen und Auktionen informierten und Ankäufe besorgten. Eugens Generaladjutant Georg Wilhelm von Hohendorff war auf zahlreichen Reisen als Geheimdiplomat des Prinzen zugleich sein wichtigster Buchagent. Hohendorff, der selbst eine bedeutende Bibliothek besaß, die der Kaiser 1720 auf Empfehlung Prinz Eugens für die Wiener Hofbibliothek kaufte, vermittelte auch die Übersiedlung des französischen Buchbinders Étienne Boyet nach Wien. Boyet band die angekauften Bücher nach höchsten qualitativen und ästhetischen Vorgaben einheitlich in Maroquinleder, wobei die Farbe das Wissensgebiet kennzeichnete: Dunkelblau für Jurisprudenz und Theologie, Dunkelrot für Geschichte und Dichtung und Gelb für Naturwissenschaften.:84 Maßgeblich am Aufbau der Bibliothek beteiligt waren auch der Dichter Jean-Baptiste Rousseau und der Sammler und Buchexperte Pierre-Jean Mariette.
Rousseau schrieb 1716 einem Freund: „daß es da fast nichts gebe, was der Prinz nicht gelesen oder wenigstens überflogen habe, bevor es zum Buchbinder gehe, und er werde es wohl kaum für möglich halten, daß ein fast allein mit allen Sorgen Europas belasteter Mensch, Generalleutnant des Reichs und erster Minister des Kaisers, Zeit findet, ebensoviel zu lesen, wie jemand der nichts anderes zu tun hat“.:114

„Mit zehntausend Gulden Einkünften kann ich ruhig und ohne in irgend eine Verlegenheit zu geraten meine Tage beenden, und ich besitze einen ausreichenden Vorrat guter Bücher, um mich nicht zu langweilen.“

### Kunstsammlung des Prinz Eugen
Prinz Eugen war ein bedeutender Kunstmäzen und einer der großen europäischen Sammler von Gemälden, Skulpturen, Kupferstichen und Graphiken.:343 Mit großem finanziellen Aufwand ließ er in ganz Europa für sich sammeln, seine Agenten saßen in Rom, Den Haag, Brüssel, Paris, London, Bologna und Mailand. Berühmte Männer, manche selbst bekannte Sammler, sahen es als Ehre an, ihm nützlich zu sein.
Die Kunstsammlung des Prinz Eugen umfasste die Gemäldesammlung im Stadtpalais und in den beiden Palais des Belvedere, die Skulpturensammlung in der Sala terrena des Unteren Belvedere, und die graphische Sammlung in der Bibliothek. Dazu kamen Gemälde, Deckengemälde und Skulpturen in seinen Schlössern, vor allem in Wien.
Ein Motiv für Eugens Sammlung war einerseits das Wetteifern mit berühmten Gemäldesammlungen des europäischen Hochadels, wie sein Interesse an Gemäldekatalogen anderer Sammlungen und manche enge Verwandtschaft von Bildsujets zeigt.
Zum anderen diente die Gemäldesammlung, weit mehr als die Bibliotheca Eugeniana, der Repräsentation. Selbstbewusst stellte Prinz Eugen seine aus eigener Kraft erworbenen Verdienste in den Mittelpunkt der Bildprogramme, seine Zugehörigkeit zum regierenden Haus Savoyen trat eher in den Hintergrund. Diesem Bildprogramm war auch seine Gemäldesammlung untergeordnet.:431–433 Deutlicher Ausdruck dafür sind z. B. die zahlreichen Schlachtengemälde. Bei Jan van Huchtenburgh, der ihn von 1708 bis 1717 auf seinen Feldzügen begleitet hatte, bestellte er zehn großformatige Darstellungen der Schlachten von Zenta 1697, Luzzara 1702, Chiari 1703, Höchstädt 1704, Cassano 1705, Turin 1706, Peterwardein 1716 und Belgrad 1717 (heute alle in der Galleria Sabauda). Einen ähnlichen Auftrag erhielt Ignace Jacques Parrocel, dessen Schlacht bei Zenta (1697)im Großen Saal des Stadtpalais hing.
Zu den Höhepunkten der Gemäldesammlung zählten zwei Werke Rembrandts: Mariä Heimsuchung von 1640 (jetzt im Detroit Institute of Arts) und Porträt eines schlafenden Mannes; außerdem die Heilige Margaretha von Nicolas Poussin und Johannes der Täufer von Guido Reni (alle drei heute in der Galleria Sabauda) sowie Die Wassersüchtige von Gerard Dou (heute im Louvre).
Der Schwerpunkt der Sammlung lag auf der holländischen Malerei mit Werken von David Teniers dem Jüngeren, Jan Brueghel dem Älteren und dem Jüngeren, Frans van Mieris dem Älteren, Caspar Netscher, Philips Wouwerman, Paulus Potter, Jan Both und Jan Davidsz. de Heem.
Die flämische Malerei war mit wenigen, aber herausragenden Künstlern vertreten: Jacob Jordaens, Peter Paul Rubens (Philipp der Schöne und Karl der Kühne hingen im Stadtpalais, heute Kunsthistorisches Museum Wien) und Anthonis van Dyck (Porträt von Thomas Franz von Savoyen-Carignan, heute Galleria Sabauda Turin).
Unter den zeitgenössischen italienischen Künstlern, die für Prinz Eugen arbeiteten, sind Giuseppe Maria Crespi und Francesco Solimena hervorzuheben. Von Crespi stammen Supraporten für die Paradezimmer des Stadtpalais. Solimena erhielt in den 1720er Jahren Aufträge für das Deckengemälde Aurora im Oberen Belvedere und für zwei Altarbilder: Auferstehung für die Kapelle des Oberen Belvedere und Kreuzabnahme für die Kapelle von Schlosshof (heute im Kunsthistorischen Museum Wien).
Nach dem Tod des Feldherrn wurde Eugens Gemäldesammlung an den savoyisch-sardischen Hof in Turin verkauft. Heinrich von Brühl, der sich im Auftrag Augusts III. von Polen um die Sammlung bemühte, ging leer aus. Heute befindet sich noch etwa die Hälfte der 1741 verkauften 178 Gemälde in der Galleria Sabauda. Einige Gemälde, die damals Tizian, Raffael, Antonio da Correggio oder Holbein zugeschrieben wurden, gelten heute als Werkstattarbeiten oder zeitgenössische Kopien.
Die Gemälde in den Paraderäumen der Wiener Palais gelangten mit den Gebäuden in den Besitz des Wiener Hofes und befinden sich heute im Kunsthistorischen Museum Wien.

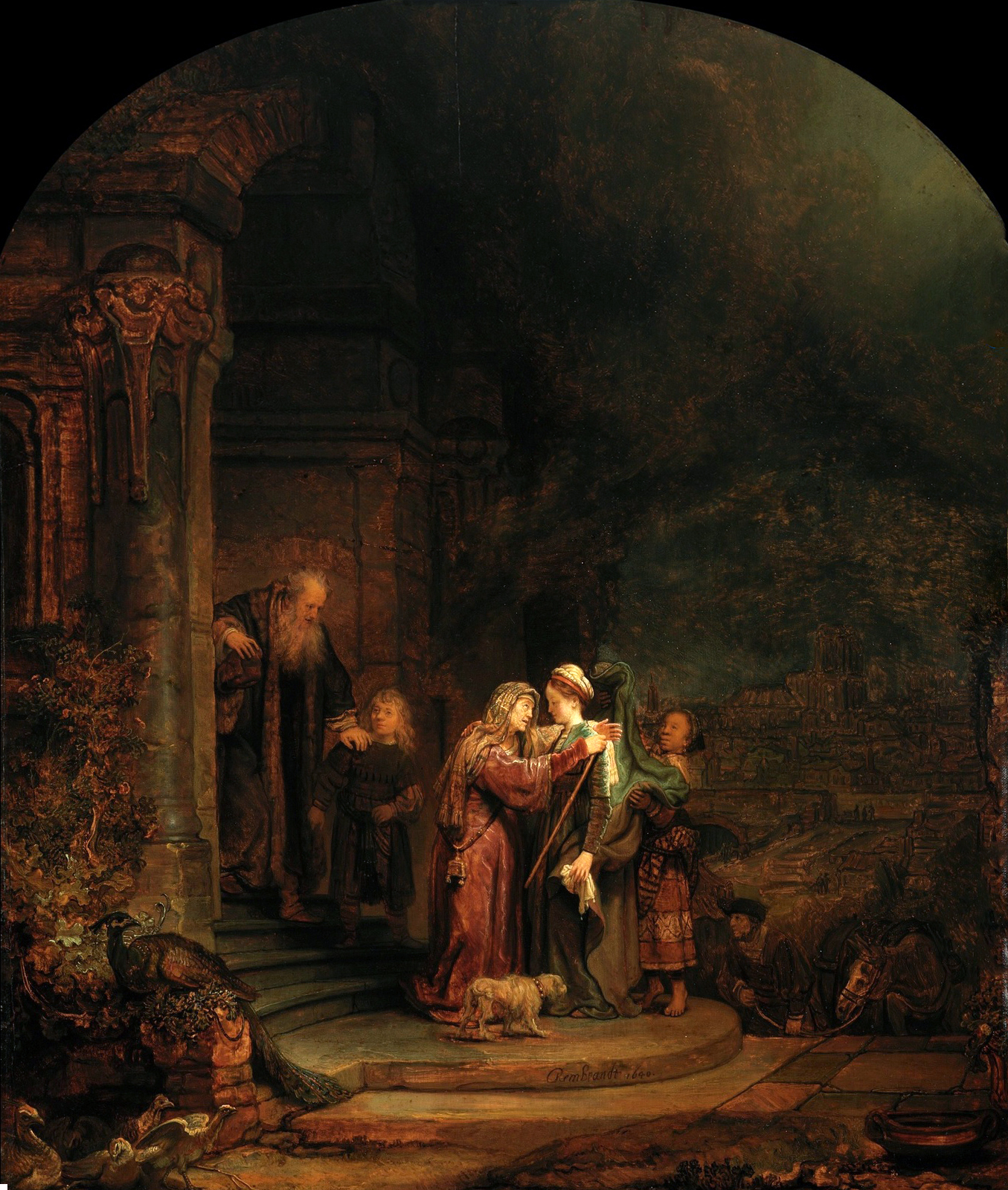
Rembrandt: Die Heimsuchung (1640), Detroit Institute of Arts
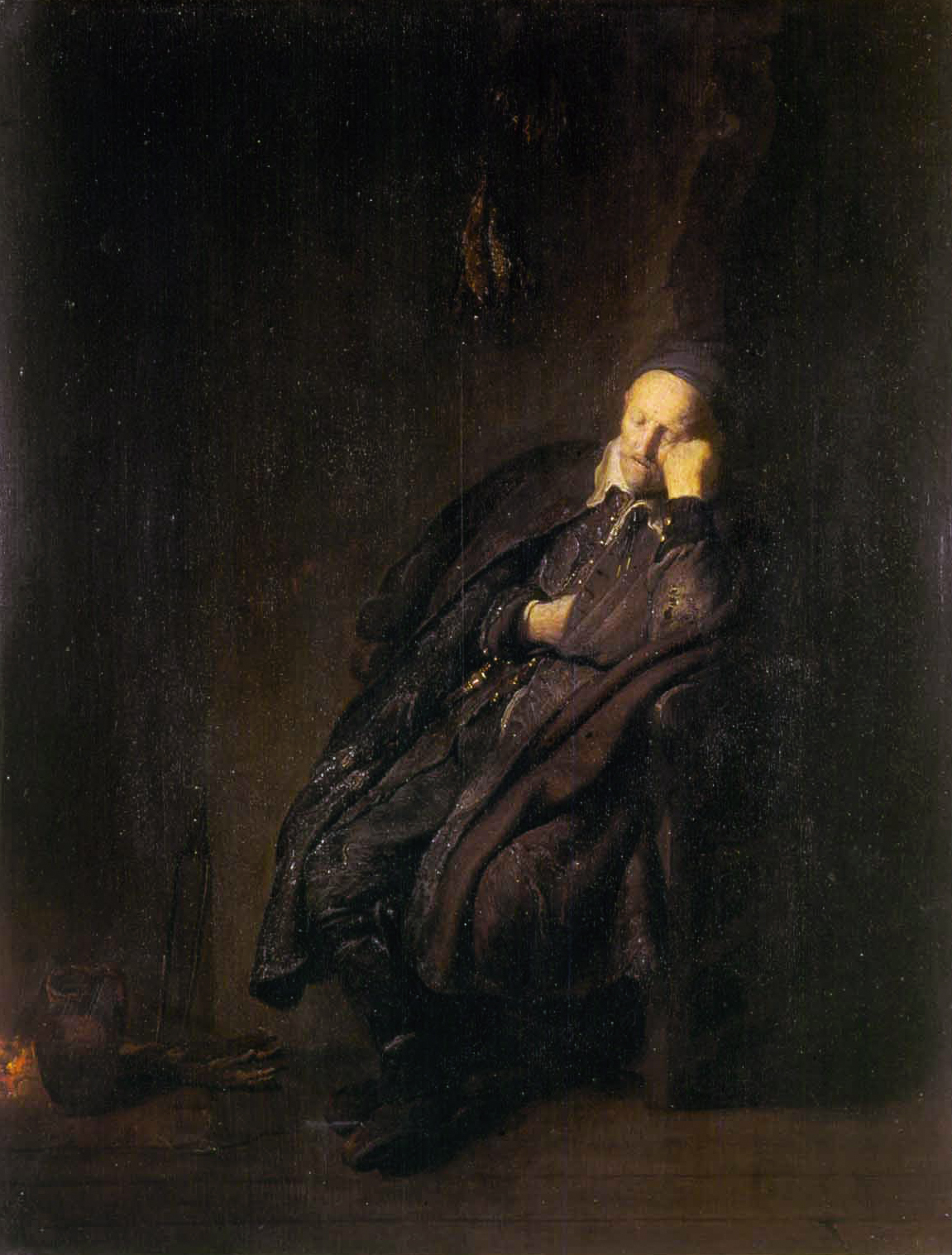
Rembrandt: Porträt eines alten schlafenden Mannes, 1629, Galleria Sabauda, Turin
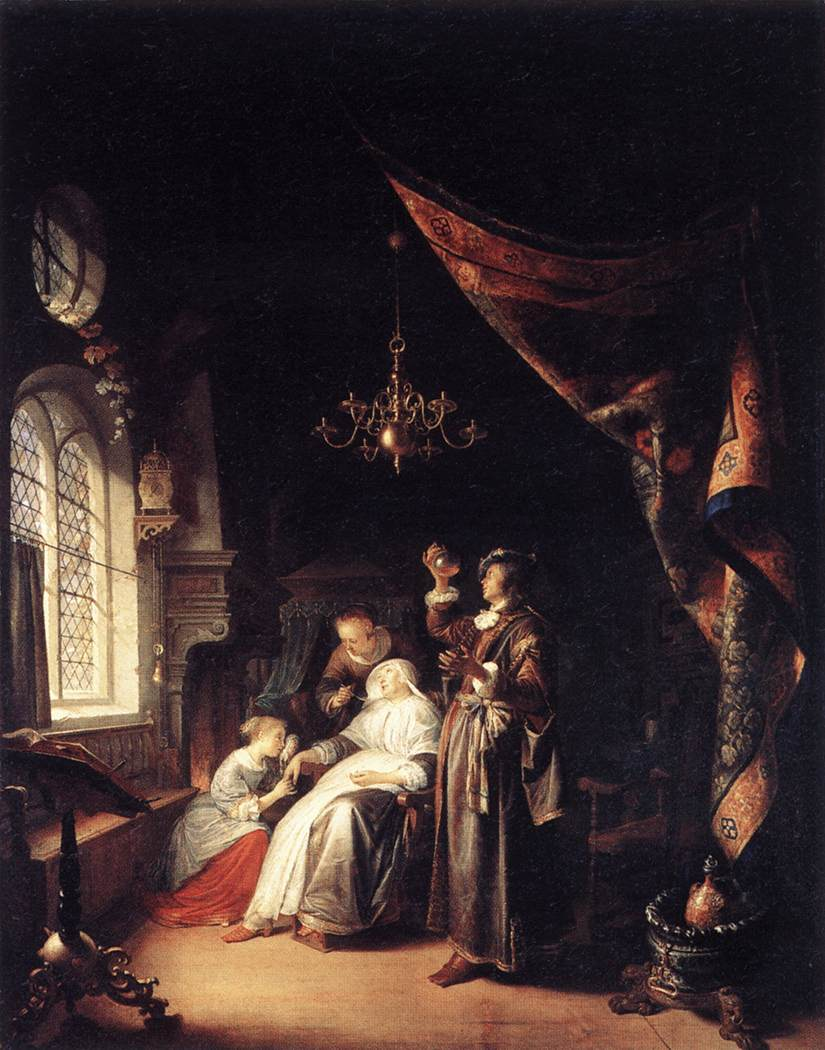
Gerard Dou: Die Wassersüchtige, Louvre, Paris
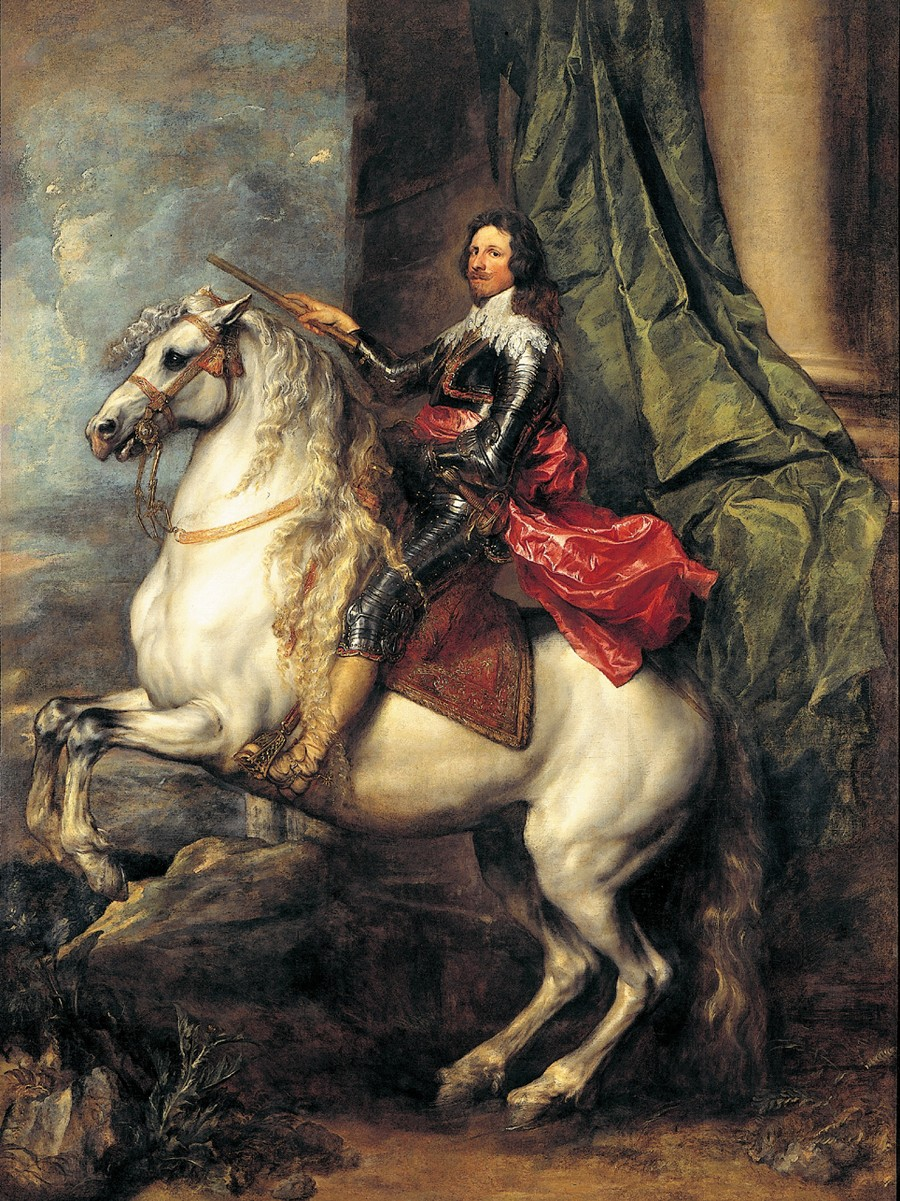
Anthonis van Dyck: Thomas Franz von Savoyen-Carignan, Galleria Sabauda Turin
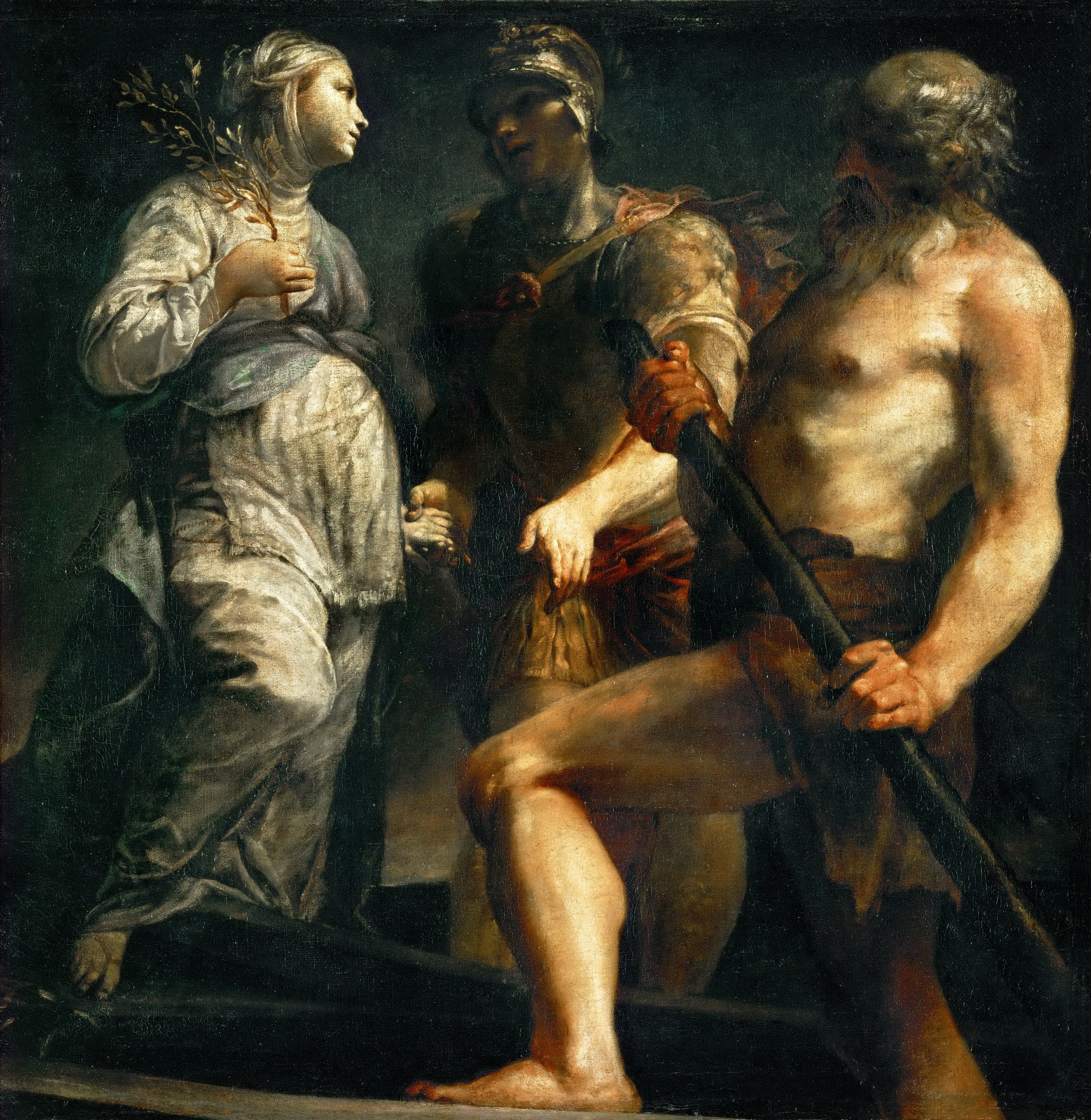
Giuseppe Maria Crespi: Aeneas, die Sibylle und Charon, Kunsthistorisches Museum Wien
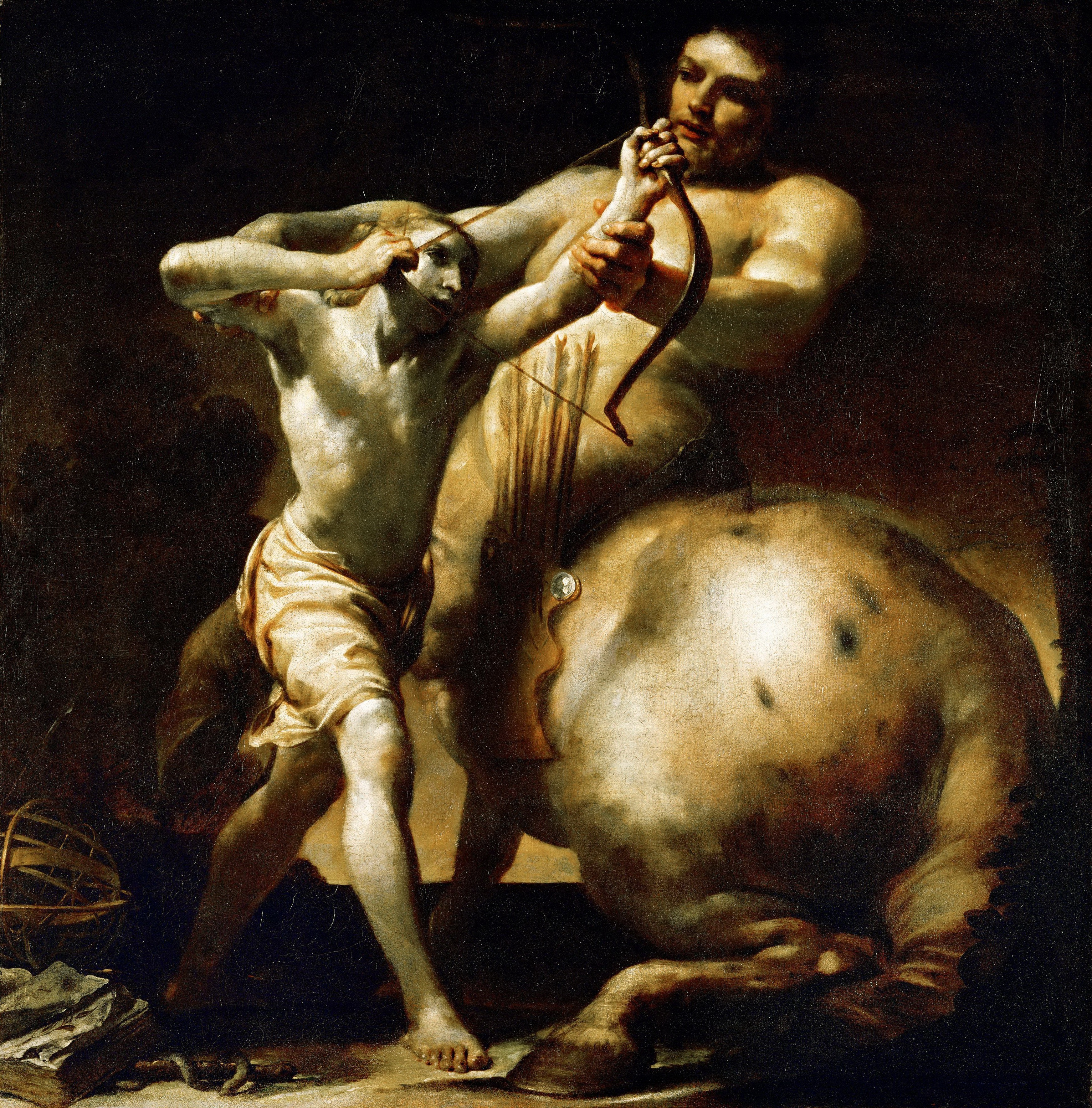
Giuseppe Maria Crespi: Der Kentaur Chiron und Achill, Kunsthistorisches Museum Wien
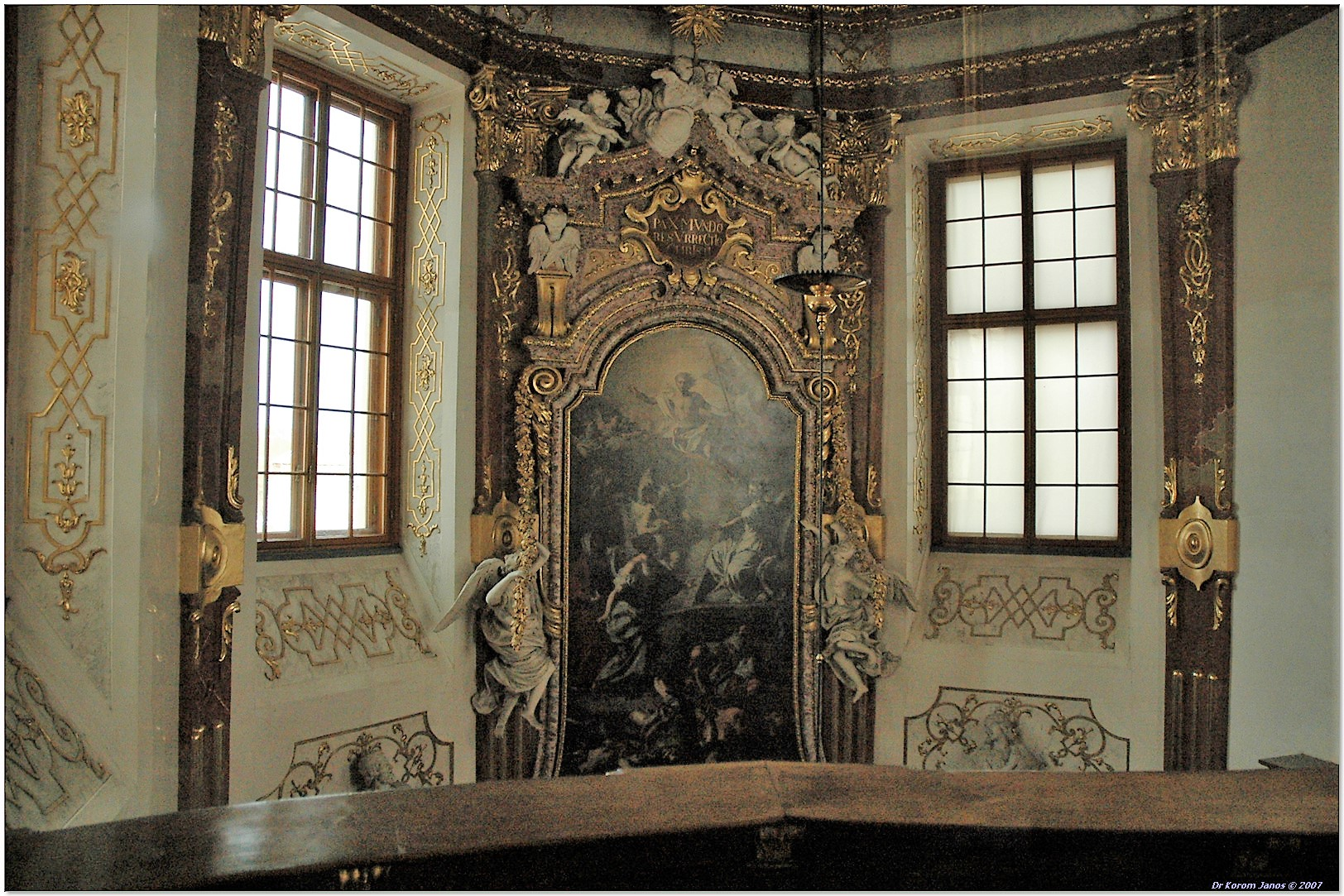
Kapelle des oberen Belvedere, Altarbild Auferstehung von Francesco Solimena
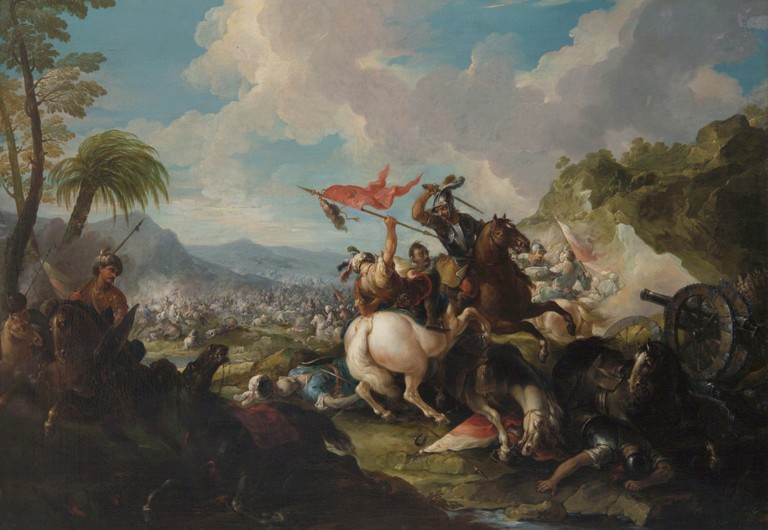
Ignace Jacques Parrocel Türkenschlacht, Kunsthistorisches Museum Wien
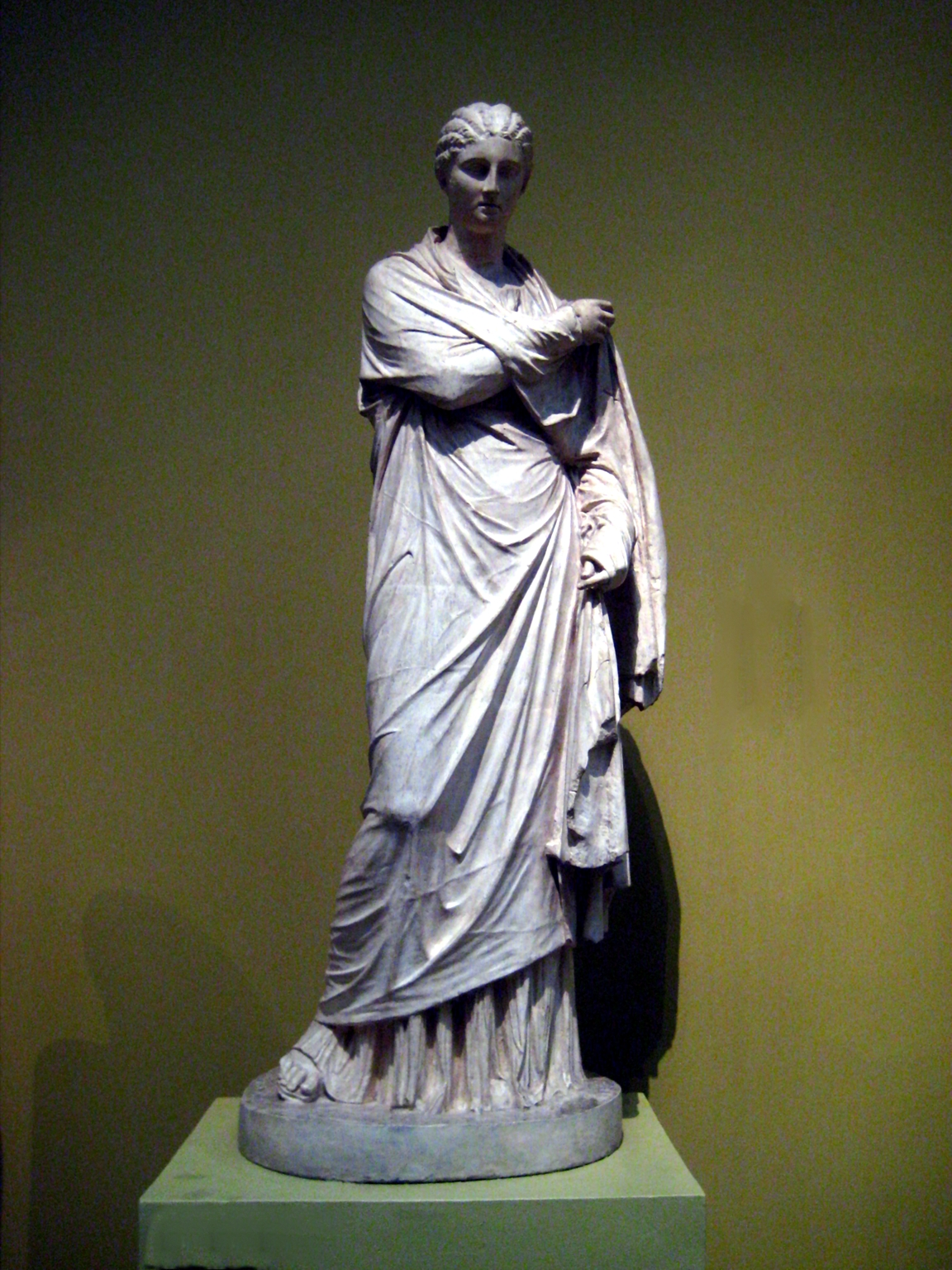
Kleine Herkulanerin (Marmorkopie des Dresdener Originals im Moskauer Puschkin-Museum)
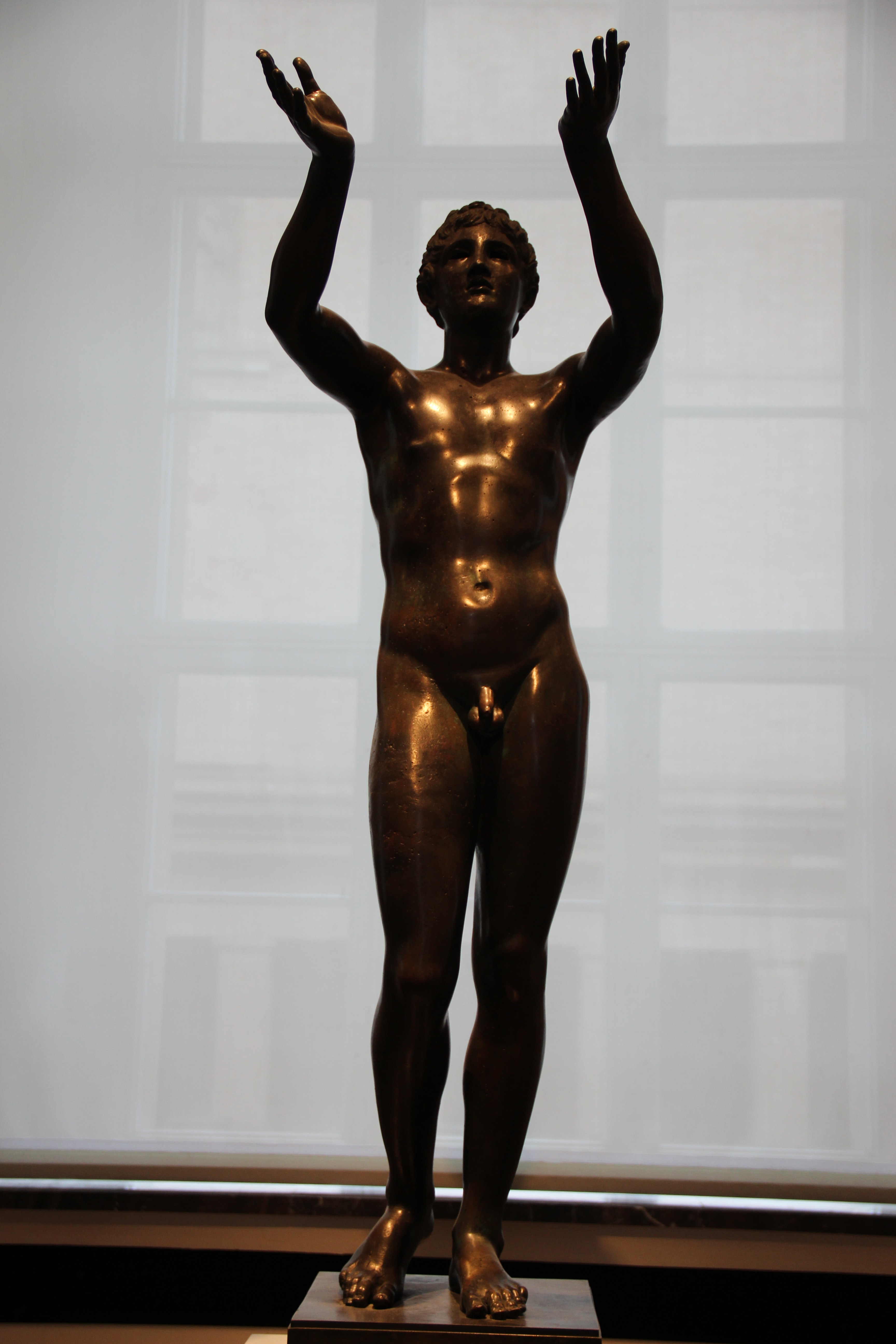
Bronzestatue eines jungen Mannes, sogenannter Betender Knabe, Antikensammlung Berlin
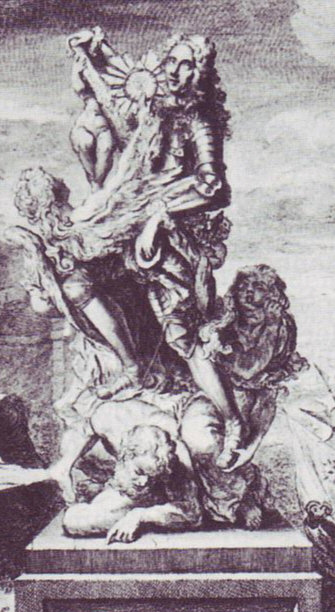
Balthasar Permoser, Apotheose des Prinzen Eugen von Savoyen (Kupferstich von Jacob Sedelmayr, Historisches Museum Wien)

Die graphische Sammlung bestand aus 290 prachtvollen Bänden mit Kupferstichen und 250 Kassetten mit Porträts, die Prinz Eugen 1717 für 80 Millionen Francs von der Pariser Verlegerdynastie Mariette erwarb, die sie seit Mitte des 17. Jahrhunderts zusammengetragen und nach Künstlern geordnet hatte. Zu Lebzeiten des Prinzen waren diese Bände Teil der Bibliotheca Eugeniana. Das Kupferstichkabinett der Albertina geht auf den Erwerb dieser Sammlung durch Karl VI. im Jahr 1738 zurück.
Zur Skulpturensammlung gehörten einige bedeutende Werke der Antike.
- Die Große und die beiden Kleinen Herkulanerinnen sind römische Marmorkopien des 1. Jahrhunderts v. Chr. nach älteren griechischen Werken. Die griechischen Originale stammen aus der Zeit um 300 v. Chr. und werden zumeist Praxiteles oder seinem engsten Umkreis zugeschrieben.[58] Der französische Aristokrat Emmanuel Maurice de Lorraine, der als Kommandant der österreichischen Armee in Neapel stationiert war, ließ zwischen 1706 und 1713 Ausgrabungen auf dem Gebiet der beim Vesuvausbruch 79 n. Chr. verschütteten Stadt Herculaneum durchführen. Dabei wurden die 1,95 m hohe Große und die beiden 1,70 m hohen Kleinen Herkulanerinnen gefunden.[58] Elbeuf schenkte die drei Figuren Prinz Eugen. Nach Eugens Tod erwarb der sächsische Kurfürst Friedrich August II. die Herkulanerinnen, die sich heute in der Dresdener Skulpturensammlung befinden.
- Der Betende Knabe ist eine griechische Bronzestatue, die um 300 v. Chr. im Umkreis von Lysipp geschaffen wurde. Als die Statue um 1500 auf Rhodos ausgegraben wurde, fehlten ihr die Arme. Sie gelangte 1503 nach Venedig und war später ein Prunkstück in den Kunstsammlungen der Bevilacqua in Verona, der Gonzaga in Mantua und Karls I. von England. Nicolas Fouquet ließ die Arme ergänzen und stellte sie in seinem Schloss Vaux-le-Vicomte auf. Prinz Eugen erwarb sie um 1717 für 18.000 Francs von Fouquets Sohn.[59] Wenzel von Liechtenstein verkaufte den betenden Knaben 1747 an den preußischen König Friedrich II., der ihn auf der Terrasse von Schloss Sanssouci aufstellen ließ. 1786 wurde das Werk ins Stadtschloss gebracht, gelangte 1806 als Kriegsbeute von Napoleon in den Louvre und fand nach seiner Rückkehr nach Berlin seine Aufstellung im Alten Museum.[60]

Für die Arbeiten an seinen Wiener Palais beauftragte Prinz Eugen die italienischen Bildhauer Domenico Parodi, Lorenzo Mattielli und Giovanni Giuliani. Balthasar Permoser erhielt den Auftrag für die Statue Apotheose des Prinzen Eugen von Savoyen, die er 1719–1721 in Dresden ausführte.

### Prinz Eugens Freundeskreis
Obwohl Eugen von Savoyen „weder selbständiger Denker noch literarischer Schöpfer [war], verdiente er doch den ihm von dem Dichter Jean-Baptiste Rousseau zugelegten Ehrentitel des „philosophe guerrier“, da er den Mittelpunkt einer geistig hochstehenden Gesellschaft bildete, an die sowohl Leibniz als auch die italienischen Historiker Giannone und Muratori und die französischen Aufklärer Montesquieu und Voltaire Anschluß suchten und fanden. Wenn er auch in dem Kampf der Geister nicht eigentlich Stellung bezog, so daß ihn Freunde und Gegner der Aufklärung für sich in Anspruch nehmen zu können glaubten, so neigte er, der als Statthalter der Niederlande den verfolgten Jansenisten gegenüber Toleranz angewandt wissen wollte, innerlich doch wohl den fortschrittlichen Anschauungen des 18. Jahrhunderts zu.“
- Gottfried Wilhelm Leibniz hielt sich von Dezember 1712 bis September 1714 in Wien auf. Neben Studien zur Geschichte der Welfen und verschiedenen politischen Projekten strebte er die Gründung einer Akademie nach dem Vorbild der 1700 in Berlin gegründeten Kurfürstlich Brandenburgische Societät der Wissenschaften auch in Wien an. Am 16. Februar 1713 traf Leibniz erstmals mit Prinz Eugen zusammen. Der brachte Leibniz' Akademieplänen großes Interesse entgegen und unterstützte sie tatkräftig. Aber erst am 30. Mai 1846 wurde die k.k. Akademie der Wissenschaften gegründet.[62] Auf Prinz Eugens Wunsch, der Leibniz' Philosophie näher kennenzulernen wollte, verfasste Leibniz im Juni/Juli 1714 die Principes de la nature et de la Grâce fondés en raison (Vernunftprinzipien der Natur und der Gnade) als Zusammenfassung seines Systems[63] und überreichte sie dem Prinzen vor dessen Abreise zum Friedenskongress nach Baden.[64] Noch in Wien verfasste Leibniz wenig später auch die als Monadologie bekannte abschließende Darstellung seines Systems.
- Pietro Giannone, italienischer Jurist, Historiker und Schriftsteller, musste 1723 Neapel verlassen und fand in Wien eine Zufluchtsstätte. Hier schrieb er sein wichtigstes Werk Il triregno, ossia del regno del cielo, della terra e del papa (Das Triregnum, das heißt des Himmels, der Erde und des Papstes) und arbeitete dafür auch in Eugens Bibliothek.[65]:757–758
- Lodovico Antonio Muratori gehört zu den bedeutenden italienischen Gelehrten des 18. Jahrhunderts. Er setzte sich unermüdlich für fast alle Bereiche der damaligen Wissenschaften ein, erforschte und veröffentlichte antike Manuskripte und gilt als Vater der italienischen Geschichtsschreibung. Muratori widmete Band IV seines Monumantalwerks Rerum Italicarum scriptores dem Prinzen Eugen, der als Mäzen der Societas Palatina die Herausgabe dieses Werkes förderte.[66]:27
- Charles de Secondat, Baron de Montesquieu war während seines Wiener Aufenthalts 1728 mehrmals Gast im Haus des Prinzen Eugen und arbeitete in seiner Bibliothek. Es liegt nahe, dass er von den kirchenkritischen, auf Unterstellung der Kirche unter die staatliche Jurisdiktion zielenden Vorstellungen des Wiener Kreises der Radikalaufklärer beeinflusst wurde.[65]:756
- Die Verbindung zu Voltaire wurde durch den Dichter Jean Baptiste Rousseau vermittelt, der mit Voltaire eifrig korrespondierte und ihn anfänglich auch förderte. 1719 bedankte sich Prinz Eugen für die Tragödie Oedipe, die Voltaire ihm gesandt hatte. Er erwartete mit Spannung das Erscheinen des Epos „Henriade“ über Heinrich IV., über deren Entstehung er informiert war. In seinem späteren Geschichtswerk „Siecle de Louis XIV“ gedachte Voltaire des Prinzen Eugen mit lobenden Worten und rühmt, dass er die Künste und Wissenschaften gefördert habe.[67]
- Der Geschichts- und Rechtsphilosoph Giambattista Vico stand ebenfalls in Verbindung mit Eugen von Savoyen, er sandte ihm seine Schriften De universi iuris uno principio et fine uno (Neapel 1720) und Scienza Nuova (Neapel 1725) jeweils mit einer Widmung.

Auswärtige Diplomaten empfing Eugen gern bei geselligen Abenden in seinem Palais. Mit den Kardinälen Alessandro Albani, der 1720 als außerordentlicher Nuntius nach Wien entsandt wurde, und Domenico Silvio Passionei, von 1730 bis 1738 Nuntius in Wien, verband Prinz Eugen neben politischen Beziehungen das gemeinsame Interesse für Bücher und antike Kunstwerke. Albani war ein profunder Kenner und Sammler antiker Kunst, Eugen hatte darauf bestanden, dass für ihn in Rom nur Kunstgegenstände gekauft werden, die Albani zuvor begutachtet hatte. Passionei vertrat einen liberalen Katholizismus und galt als Beschützer der Jansenisten, er verteidigte Autoren wie Montesquieu und Helvétius in Indexprozessen und war ein entschiedener Gegner der Jesuiten. Darin traf er sich mit Eugen, der in seiner Bibliothek keine Schriften über Jesuiten und ihre Frömmigkeitspraktiken (Marienverehrung, Herz-Jesu-Kult) hatte.:751. Passionei verfasste eine Trauerrede auf Eugen von Savoyen (Orazione in morte di Eugenio Francesco Principe di Savoja).
Johann Baptist von Garelli, seit 1679 in Wien, Leibarzt mehrerer Kaiser und auch des Prinzen Eugen, Universalgelehrter und Kunstsammler, war für Eugen ein hochgebildeter Bücherfreund und -sammler. Zu Eugens Freundeskreis gehörte ebenso der Italiener Johann Benedikt Gentilotti, Polyhistor, Kenner der klassischen Sprachen, des Hebräischen und des Arabischen, Briefpartner von Leibniz, ab 1704 Präfekt der Wiener Hofbibliothek.
Ein freundschaftliches Verhältnis hatte Eugen zu zwei seiner Adjutanten: Mit dem bereits oben erwähnten Georg Wilhelm von Hohendorff, der alte und neue Sprachen beherrschte, verbanden ihn die Liebe zu Büchern und Kunstgegenständen. Gundacker von Althan, Eugens Adjutant im spanischen Erbfolgekrieg, hatte wie Eugen Interesse an Architektur und Kunst.:239
Über gemeinsame politische Vorstellungen fanden Eugen und der böhmische Graf Johann Wenzel Wratislaw von Mitrowitz zusammen, sie standen in tiefer persönlicher Beziehung und gegenseitiger Wertschätzung.:241 Nach dem Tod Wratislaws von Mitrowitz 1712 entwickelte sich die Freundschaft mit dem Reichsvizekanzler Friedrich Karl von Schönborn. Gemeinsame Vorliebe für die Baukunst, für Bücher und für Gärten hatte ihn in Wien mit Prinz Eugen von Savoyen freundschaftlich verbunden. Mit dem Prinzen beriet er 1707–1715 den Bau und die Ausgestaltung des Schlosses Belvedere. Dessen Architekt, Johann Lucas von Hildebrandt, setzte er in der Folge auch für seine eigenen Bauinteressen ein.:239
Friedrich Karl von Schönborn nannte den Prinzen Roi des honnêtes hommes (deutsch: König der ehrbaren Männer) und brachte damit seine Bewunderung für Eugens Honnêteté zum Ausdruck, d. h. „für eine Haltung, die Selbstbeherrschung, Bindung an das eigene Gewissen und Ehrgefühl sowie das Eintreten für Wahrheit und Gerechtigkeit zur wichtigsten Richtschnur eigenen Handelns erklärt. […] Seine Selbstbeherrschung und Zurückhaltung, die von vielen Menschen, die mit ihm in Kontakt kamen, als Kälte und Arroganz empfunden wurden, seine Unerschütterlichkeit gegenüber den Wechselfällen des Lebens, […] seine Loyalität gegenüber dem Herrscher, für dessen Dienst er sich entschieden hatte, aber auch die fast schon distanzierte Art, mit der er sich seinen Geschäften und Liebhabereien widmete, stets blieb er darauf bedacht, sich von allen Extremen fernzuhalten.“
Eine bedeutende Rolle im Leben Eugens spielte die Gräfin Eleonore Batthyány-Stratmann, in deren Palais Batthyány er oft zu Gast war, wie auch auf den Soireen ihrer Schwägerin Eleonora Maria Theresia von Schellart (1677 Düsseldorf – 1738 Wien) in ihrem Palais auf der Schenkenstraße.

## Rezeption und Benennungen

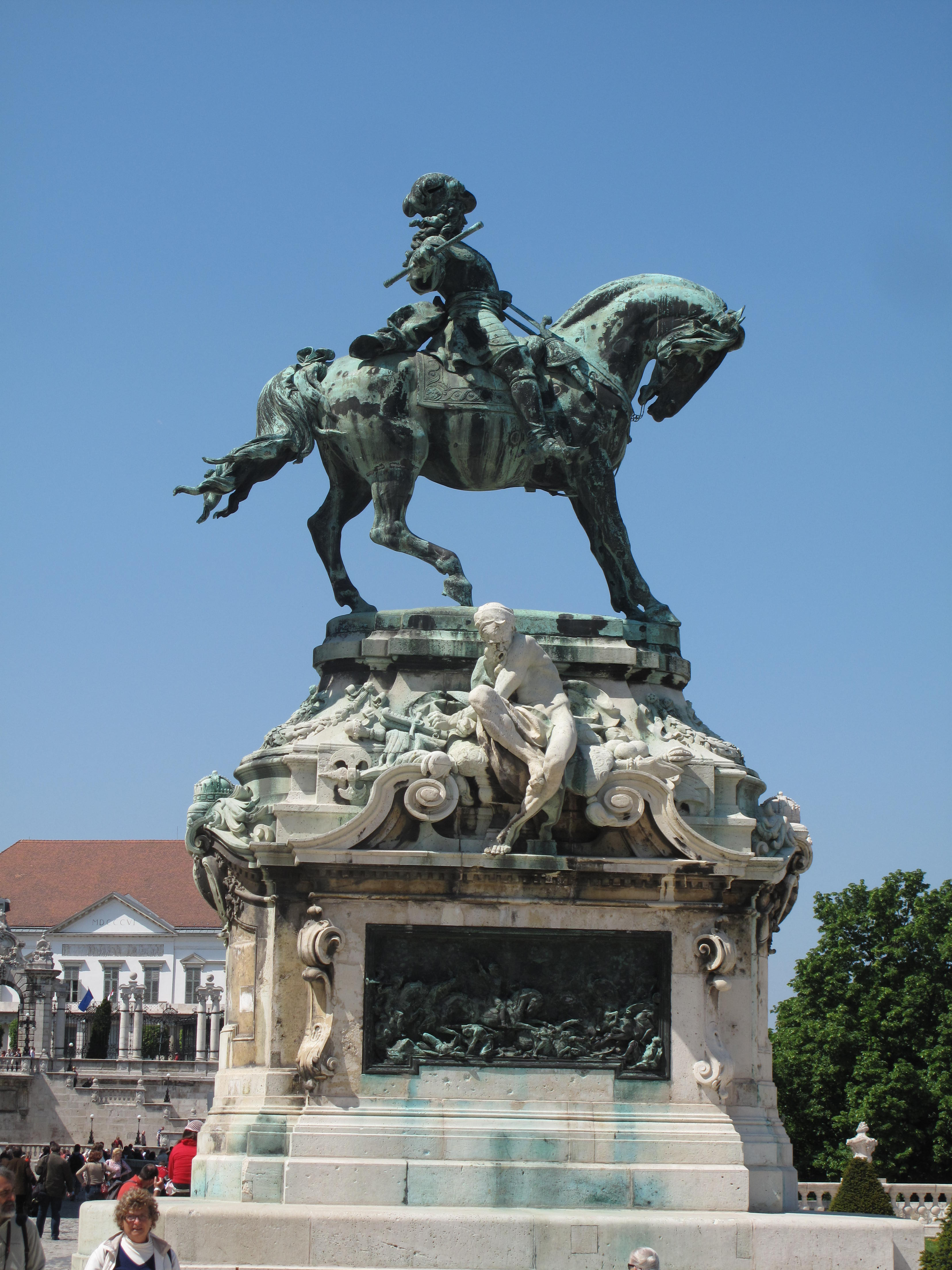
Das Prinz-Eugen-Reiterdenkmal vor der Budaer Burg in Budapest

Das Prinz-Eugen-Reiterdenkmal auf dem Heldenplatz in Wien

Die Popularität des Prinzen war schon zu Lebzeiten groß, vor allem bei seinen Soldaten und Bediensteten. Diesen gegenüber war er sozial, die Gärtner seiner Schlösser etwa wurden auch im Winter weiter beschäftigt.
Eugen ist in zahlreichen Büsten und Reiterstatuen verewigt. Die bekannteste ist das am 18. Oktober 1865 enthüllte Prinz-Eugen-Reiterdenkmal auf dem Heldenplatz in Wien, ein Werk des Bildhauers Anton Dominik Fernkorn und seines Schülers Franz Pönninger. Ein weiteres bekanntes Reiterdenkmal zu Ehren Prinz Eugens steht auf der Donauseite der Budaer Burg in Budapest. Es wurde 1899 von dem ungarischen Bildhauer József Róna gestaltet.
Die Statue Apotheose des Prinzen Eugen von Balthasar Permoser steht heute im Unteren Belvedere. Es heißt, dass sie dem Prinzen nicht gefiel, sie sei ihm zu überladen gewesen.
Durch die kaiserliche Entschließung von Franz Joseph I. vom 28. Februar 1863 wurde Eugen von Savoyen in die Liste der berühmtesten, zur immerwährenden Nacheiferung würdiger Kriegsfürsten und Feldherren Österreichs aufgenommen, zu deren Ehren und Andenken auch eine lebensgroße Statue in der Feldherrenhalle des damals neu errichteten k.k. Hofwaffenmuseums (heute Heeresgeschichtliches Museum) errichtet wurde. Die Statue wurde 1869 vom Bildhauer Carl Kundmann aus Carrara-Marmor geschaffen, gewidmet wurde sie vom Dragoner-Regiment Nr. 13 seinem einstigen Inhaber.
Im Heeresgeschichtlichen Museum sind zahlreiche weitere Erinnerungsstücke, auch solche aus dem persönlichen Besitz des Prinzen Eugen, ausgestellt. Zu sehen sind zwei seiner persönlichen Kleidungsstücke (Koller und Kamisol), sein Kürass, Kommandostab und Degen, die Standarte seines Dragonerregiments „Eugen Prinz von Savoyen“ sowie die nach seinem Tode 1736 aufbewahrten Teile der Trauerdekoration. Weiters sind Objekte ausgestellt, die Prinz Eugen während seiner zahlreichen Feldzüge erbeutet hatte, wie das Siegel des türkischen Sultans Mustafa II. aus der Schlacht bei Zenta, ein türkisches Staatszelt, erbeutet bei Peterwardein 1716, sowie der zehnpfündige Mörser von Belgrad, der 1717 mit einem einzigen Schuss in ein türkisches Pulvermagazin einen ganzen Stadtteil Belgrads zerstörte.
In der Österreichischen Marine, der britischen Royal Navy, der italienischen Marina Militare, der United States Navy und der deutschen Kriegsmarine dienten nach ihm benannte Schiffe.
- Prinz Eugen – k.u.k. Zentralbatterie-Panzerschiff von 1878
- Prinz Eugen – k.u.k. Schlachtschiff der Tegetthoff-Klasse von 1912
- Prince Eugene – britischer Monitor der Lord-Clive-Klasse von 1915
- Eugenio di Savoia – italienischer Leichter Kreuzer der Duca-d’Aosta-Klasse von 1935
- Prinz Eugen – deutscher Schwerer Kreuzer der Admiral-Hipper-Klasse von 1938, der 1945 als Kriegsbeute von der United States Navy mit der Kennung IX-300 übernommen und im Zuge der Atomtests auf dem Bikini-Atoll 1946 versenkt wurde

Die für den Nachschub zu den Isonzoschlachten um 1915 errichtete Militärstraße über den Vršičpass wurde von Österreich-Ungarn Prinz-Eugen-Straße benannt.
Die vor allem im nordserbischen Banat aus Volksdeutschen aufgestellte 7. SS-Freiwilligen-Gebirgs-Division „Prinz Eugen“ wurde nach dem Feldherrn benannt, da er durch die Vertreibung der Osmanen vom Balkan die Ansiedlung Volksdeutscher ermöglichte. Damit hatte man, wie der spätere Divisionskommandeur Otto Kumm ausführte, bewusst an die jahrhundertelange Tradition der Grenzer-Regimenter angeknüpft.
Der Bund Deutscher Pioniere (BDPi) vergibt einen Prinz-Eugen-Preis für den jeweils Lehrgangsbesten der Bautechnikerlehrgänge an der Schule des Heeres für Bautechnik.
Unter anderem in München gibt bzw. gab es Prinz-Eugen-Kasernen.
Daneben gibt es zahlreiche Straßenbenennungen, etwa die Prinz-Eugen-Straße in Wien (die an der Westseite des Schlosses Belvedere verläuft). Auch in Berlin-Wedding trägt eine Straße aufgrund seiner Teilnahme am Spanischen Erbfolgekrieg seinen Namen (siehe Liste der Straßen und Plätze in Berlin-Wedding). Ebenso trägt eine alleeartige Straße im Bozener Stadtteil Gries-Quirein den Namen Prinz-Eugen-Allee.
Ein TEE (später EC und dann ICE) zwischen Norddeutschland und Wien hieß 1971 bis 2004 Prinz Eugen.
Nach ihm sind die Pflanzengattungen Eugenia L. und Eugeniopsis O.Berg aus der Familie der Myrtengewächse (Myrtaceae) benannt.
Prinz Eugens Popularität schlug sich auch in dem Lied Prinz Eugen, der edle Ritter nieder.

## Filme
- Prinz Eugen und das Osmanische Reich. 2-teiliges Doku-Drama, insg. 110 Min., Regie: Heinz Leger, F/A 2014. Eine auf 88 Min. gekürzte, einteilige Version ist unter dem Titel Prinz Eugen und die Türken – Kampf um Europa ausgestrahlt worden (Thema: Vergrößerung des Habsburger Reiches durch die Feldzüge des Eugen von Savoyen. Der Weg zum eigenen Reichtum des Prinz Eugen).